# Mzab
Pour les articles homonymes, voir Mzab (homonymie).
| Mzab\| Localisation de l'Algérie en Afrique \| |
| Localisation de l'Algérie en Afrique           |

| Localisation de l'Algérie en Afrique |

| Mzab\| Localisation de l'Algérie en Afrique \| |
| Localisation de l'Algérie en Afrique           |

| Localisation de l'Algérie en Afrique |

Le Mzab, M'zab ou Aghlane (en tamazight : ⴰⵖⵍⴰⵏ Aghlan ou ⵉⵖⵣⵔ ⴰⵡⵖⵍⴰⵏ Ighzer aweghlan - la vallée du Mzab -, en arabe : مزاب Mzab) est une région berbérophone du nord du Sahara algérien, située dans la wilaya de Ghardaïa, à 550 km au sud d'Alger (441 km à vol d'oiseau). Elle s'étend sur environ 8 000 kilomètres carrés et abrite plus de 200 000 habitants (recensement 2008).
Le Mzab est un plateau que parcourt un oued du même nom. Sa vallée servit de refuge aux musulmans Ibadites qui y édifièrent cinq villes (pentapole) au XIe siècle, puis deux cités plus au nord.
La vallée du Mzab fait partie du patrimoine mondial de l'UNESCO, elle dispose d'un patrimoine architectural riche et originel. Sa principale ville est Ghardaïa, chef-lieu de la wilaya homonyme.
Ses habitants sont les Mozabites.

## Dénominations et étymologie
Selon Ibn Khaldoun, le mot Mzab provient des Beni Mozab, du nom de la population pré-ibadite de la région.
Selon la tradition religieuse ibadite, le mot Mzab proviendrait du mot mizab, qui signifie « gouttière » [En quoi ?].
En langue autochtone berbère mozabite, le Mzab est appelé Aɣlan (Aghlan, francisé « Aghlane ») ou tamurt Weɣlan (tamourt Weghlan, « pays d'Aghlane »),,, en version longue Iɣzer aweɣlan (Ighzer aweghlan), qualifiant la vallée du Mzab.
La région du Mzab a souvent été désignée par l'appellation arabe « chebka du Mzab », ou l'entrelac, le filet du Mzab, en raison de sa multitude de ravins entrecroisés comme les mailles d'un filet.

## Géographie

### Situation

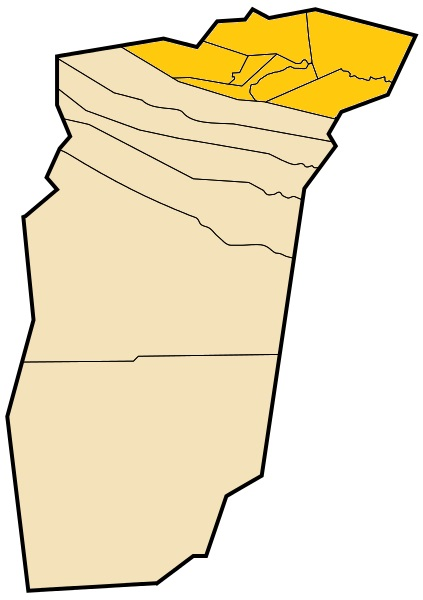
Localisation des communes du Mzab dans la wilaya de Ghardaïa.

La région est située dans le nord du Sahara algérien, dans la wilaya de Ghardaïa, à 550 km au sud d'Alger (441 km à vol d'oiseau).
La vallée s'étend sur environ 8 000 kilomètres carrés, entre 32° et 33°20′ de latitude Nord et 0°4′ et 2°30′ de longitude Est. Le Mzab est un plateau que parcourt un oued du même nom du nord-ouest vers le sud-est.
La ville de Ghardaïa, chef-lieu administratif, occupe une position centrale dans la moitié nord et au cœur de la Chebka. Elle est distante d'Alger de 600 kilomètres et située à peu près sur le méridien de la capitale algérienne.

### Géologie - Orographie

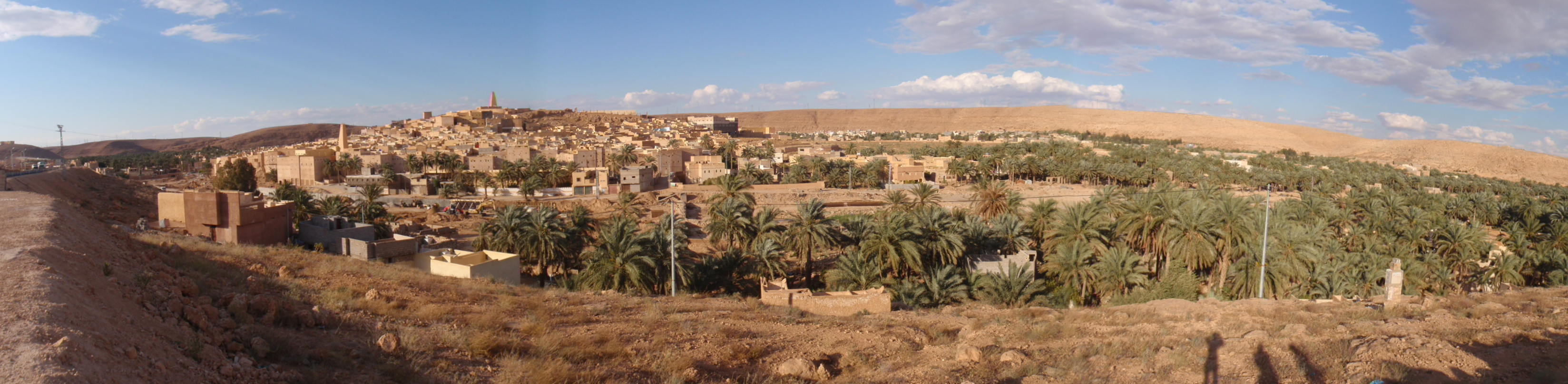
Panorama de la vallée du M'zab

Le Mzab est un plateau rocheux, le Hamada, dont l'altitude varie entre 300 et 800 mètres. Ce relief, qui date du crétacé supérieur, se présente sous la forme d'une vaste étendue pierreuse et de roches brunes et noirâtres. Les terrains sont calcaires, leur structure à peu près horizontale indique qu'ils sont restés en place, à l'écart des mouvements orogéniques, depuis leur formation.
L'altitude moyenne est de 500 mètres (Ghardaïa : 526 mètres). Les vallées les plus profondes bordées de falaises rocheuses aux pentes rapides accusent une déclivité qui dépasse rarement 100 mètres par rapport au plateau.
Le Mzab est dans l'ensemble une région plate, mais où l'érosion fluviale, jointe à l'action du climat désertique, a créé une multitude d'accidents.

### Climat

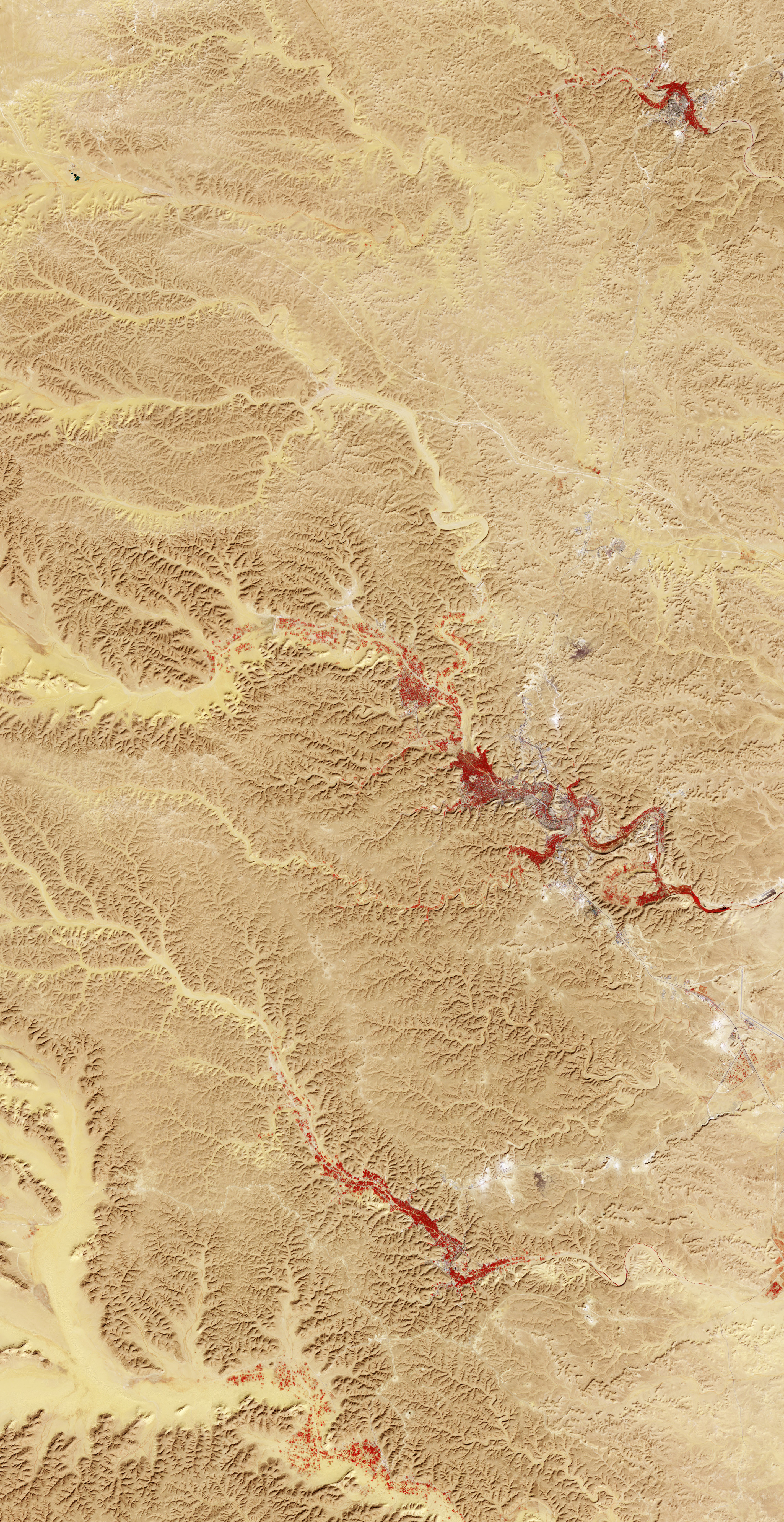
Vue satellite de la vallée du Mzab au centre, ainsi que l'oasis de Berriane au Nord et celle de Metlili au Sud, les espaces urbanisés sont en gris et les palmeraies en rouge.

Le Mzab doit à sa situation d'appartenir au climat désertique. La Chebka est un plateau rocheux, perméable, buriné par l'érosion éolienne. Épine dorsale du Sahara, les  précipitations sont très faibles et irrégulières. Il est traversé des oueds médiocres de type purement saharien : Oued M'Zab, Oued Metlili, Oued Sebseb, Oued N'Sa. À l'extrémité nord-est cependant, l'Oued Zegrir, descendu de la région des Dayas (wilaya de Laghouat) a des crues plus fréquentes et crée une situation favorisée à l'oasis de Guerrara.
La hauteur moyenne des précipitations atmosphériques, mesurée à Ghardaïa, est de 67 mm seulement. Elles tombent essentiellement sous forme de pluies d'orage à l'automne et au printemps.
Étant donné la basse latitude et l'altitude modérée, la température est très élevée en été (maximum absolu à Ghardaïa : 50 °C), modérément fraîche en hiver (minimum absolu : moins 1 °C). Les gelées sont rares et de faible importance. En hiver comme en été, la variation diurne de température est importante.
Des vents de sable venant du sud-ouest accentuent périodiquement la sécheresse du climat. Ils sont particulièrement fréquents et violents à la fin de l'hiver et au début du printemps. C'est également le domaine du sirocco, un vent brûlant venu du sud.

### Végétation
Dans la Chebka, le paysage est désolé et la végétation spontanée, toujours très rare, ne se rencontre qu'en bordure des oueds. Les espèces qui reverdissent après chaque pluie sont des herbacées et des arbustes (rtem, jujubier) appartenant tous à la flore saharienne. Cette maigre végétation ne peut être utilisée que pour le pacage des chameaux, des caprins et d'assez rares ovins.

## Histoire

### Période préhistorique
Des vestiges datant de la Préhistoire ont été découverts dans la région, notamment des gravures rupestres et vestiges funéraires symboliques.

### Fondation des cités ibadites

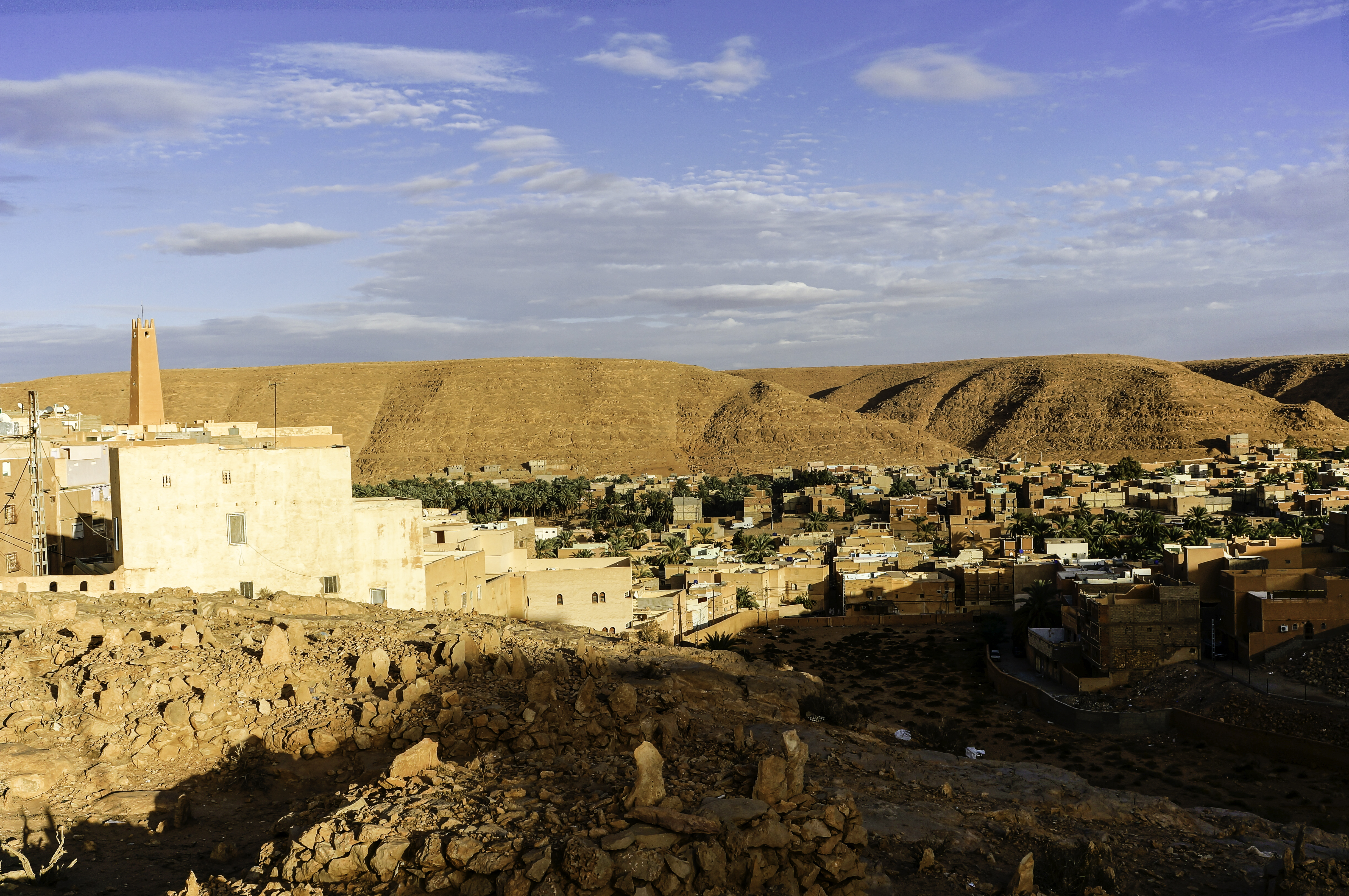
Vue sur la vallée du Mzab.

Entre le VIIIe siècle et le Xe siècle, la vallée du Mzab avait connu la fondation des premiers ksours berbères, notamment par la tribu nomade des Béni M’Zab, dont on trouve les ruines à Talazdit et à Aoulaouel, près d'El Atteuf.
À partir du Xe siècle, après la chute du royaume rostémide par les Fatimides, les réfugiés de Tahert s'établissent à Sedrata près d'Ouargla. Puis, ils atteignent la région inhospitalière de la Chebka du Mzab (« filet »). Au XIe siècle, ils bâtissent plusieurs villes dans la région : Ghardaïa, Melika, Beni Isguen, Bounoura et El Atteuf.
Au XIIe siècle, une communauté juive en provenance de l'île de Djerba s'installe à l'instigation des ibadites de Ghardaïa.
Du XIVe siècle au XVIe siècle, la région a fait partie du royaume zianide. Dès cette période, des communautés arabes viennent s'agréger au Mzab.
La diaspora des juifs séfarades issue de l'expulsion des Juifs d'Espagne par le décret d'Alhambra (1492) entraîna leur émigration massive en Afrique du Nord, dont au Mzab.
La population noire (ikurayan) aurait été importée par la traite orientale. Ils étaient surtout employés comme jardiniers. Les mulâtres seraient issus du métissage entre hommes mozabites et femmes noires. Ils exerçaient les métiers de fabricants de savates, bouchers, crieurs publics, et pouvaient devenir clercs. À une certaine date, ils furent tous affranchis mais pouvaient décider de rester avec leurs anciens maîtres.
Dès le XIVe siècle, la région accentue son rôle de carrefour commercial caravanier de l'Afrique saharienne, autour de produits tels que la laine, les dattes, le sel, le charbon, les armes. La présence de Mozabites installés dans les villes du Nord du Maghreb telles que Tunis et Alger confirme leurs capacités commerciales.

### Période ottomane
En 1510, une expédition du détachement militaire mozabite débarque sur l'île de Djerba. Les troupes de Cheikh Bahayou ont réussi avec les troupes de Djerba, à détruire l'expédition navale de Don Garcia De Toledo, au large de Djerba. Cette brigade fut mobilisée pour repousser les attaques espagnoles sur les côtes algériennes, en concert avec les forces navales ottomanes de Kheireddine Barberousse. Ceci à la suite de l'accord de ce dernier avec les notables mozabites d'Alger et le délégué général du M’zab à Alger.
Au XVIIe siècle, des  factions dissidentes de Ghardaïa fondent au nord de la vallée deux cités, Guerrara et Berriane. D'autres dissidents des cités de la pentapole se sont installés dans ces villes coupées du gros de la communauté ibadite.
Durant la période ottomane, les populations du Mzab, entretiennent des liens d'allégeance avec la régence d'Alger, et maintiennent les échanges commerciaux par les caravanes qui continuent d'emprunter les routes traditionnelles. À Alger, la communauté mozabite avait un statut particulier et disposait de sa propre représentation auprès des autorités deylicales en la personne d'un amin. Les mozabites étaient les principaux organisateurs du commerce caravanier et ils avaient le monopole de la gestion des bains publics, des boucheries et des moulins de la ville.
En 1792 (1206H), le Mzab est annexé au Beylik de l'Est à la demande de Salah Bey au Dey d'Alger Hassan Bacha. Cette démarche a été déclinée par les notables du M’zab, à la suite d'un différend d'ordre fiscal. Le Dey d’Alger a, rapidement, annulé cette annexion et a nommé un nouveau Bey à Constantine (Bey Bouhenk).

### Période de la colonisation française

Territoire de Ghardaïa à son apogée (1905 – 1957).

Après la capture de Laghouat par les Français en 1852, les Mozabites concluent avec le gouvernement d'Alger une convention qui les engage à payer une contribution annuelle de 1 800 francs pour obtenir l'autonomie.
Le 29 avril 1853, le général Randon, gouverneur général de l'Algérie, impose à la confédération des sept cités du Mzab, incarnée par un conseil d'oulémas et de notables, un traité de protectorat. Connu en France comme la capitulation du Mzab et au Mzab comme la convention Randon, il laisse une relative autonomie à la région.
Le 30 novembre 1882, le général de La Tour d'Auvergne proclame l'annexion du Mzab à la France afin de mettre fin à l'oppression des pillards nomades[réf. nécessaire]. Le Mzab est placé sous le régime de l'administration directe. Le 28 décembre, il est rattaché — avec l'aghalik d'Ouargla et les chambaâ de Metlili et d'El Goléa — au cercle d'El Goléa qui devient, le 19 janvier 1904, le cercle de Ghardaïa. En 1902-1905, il est incorporé aux Territoires du Sud.
Au début du XXe siècle, le commerce devient l'activité principale des Mozabites. Ils accaparent même certains secteurs dans les villes algériennes comme Alger.
Durant cette période, Berriane et surtout El Guerrara deviennent un espace privilégié du mouvement réformiste mozabite qui commence par la refonte de l'enseignement, puis le champ de la réforme s'étend à des aspects liés à la vie économique et sociale des Ibadites. Les réformistes ont conquis des espaces et une audience à l'exception de Beni Isguen. Ils fondent quatre medersas de très grande envergure qui assurent l'enseignement réformiste à El Guerrara, Berriane, El Atteuf et Ghardaïa.
Les réformistes revendiquaient le rattachement du Mzab au nord de l'Algérie et la fin de l'administration militaire et obtiendront, en 1950, gain de cause. Durant la guerre d'indépendance algérienne, ils adhérent progressivement à la revendication de l'indépendance et vont rejoindre le FLN. Ils substituent leur autorité morale et religieuse au profit des structures du FLN.
La région du Mzab est notamment représentée en peinture par les peintres Maurice Bouviolle, Marius de Buzon et d'autres peintres orientalistes français.
L'éclatement de la révolution de 1954 envenime les relations entre juifs et musulmans du Mzab. La communauté israélite, gagnée par la peur, est naturalisée française en mars 1962, et quitte le pays, pour une part en Israël et pour une part en France, préférentiellement vers l'Alsace où des structures religieuses juives peuvent les accueillir[réf. nécessaire]. La grande synagogue de Ghardaïa, ni profanée, ni transformée en mosquée, subit l'usure du temps.

### Depuis l'indépendance de l'Algérie

Découpage administratif de la wilaya de Ghardaïa : 1. Ghardaïa • 2. El Meniaa • 3. Metlili • 4. Berriane • 5. Daïa Ben Dahoua • 6. Mansoura • 7. Zelfana • 8. Guerrara • 9. Bounoura

En 1984, lors d'un nouveau découpage administratif, Ghardaïa a été érigée en chef-lieu de wilaya, la 47e wilaya d'Algérie, avec trois daïras, dont la daïra de Beriane qui couvre les anciennes villes du Mzab et qui compte six communes : Ghardaïa, Bounoura, El Atteuf, El Guerrara, Berriane et Dhayet Bendhahoua.
En 1991, lors d'un nouveau découpage administratif, des nouvelles daïras sont créées : Ghardaïa, El Guerrara, Dhayet Bendhahoua, Zelfana et Bounoura.
Depuis la découverte des hydrocarbures dans la région, les villes du Mzab connaissent d'importantes mutations socio-urbaines et des changements démographiques d'ampleur engendrés par la sédentarisation des populations nomades et l'exode rural des régions voisines.
Depuis les événements de Ghardaïa de 2008, la région connaît régulièrement des heurts entre populations arabophones et populations berbérophones. En juillet 2015, dans la vallée du Mzab, des affrontements font au moins 22 morts et des centaines de blessés. La raison de ces affrontements serait des conflits fonciers entre les deux communautés, conflits exacerbés par les différences religieuses entre les deux communautés Châambas sunnites et Mozabites ibadites,.

## Démographie
Le Mzab compte plus les 200 000 habitants selon le recensement de 2008, c'est une région saharienne relativement peuplée du fait notamment de la présence d'une grande ville : Ghardaïa. Toutefois, c'est l'une des régions les moins dynamiques et a connu une croissance démographique plus faible que la moyenne du Sahara algérien. En 1954, la région comptait 52 500 habitants.
| Commune           | Population | Taux de croissance annuel 2008/1998 |
| ----------------- | ---------- | ----------------------------------- |
| Ghardaïa          | 93 423     | 0,7 %                               |
| El Guerrara       | 59 514     | 2,1 %                               |
| Bounoura          | 35 405     | 2,5 %                               |
| Berriane          | 30 200     | 2,0 %                               |
| El Atteuf         | 14 752     | 1,5 %                               |
| Dhayet Bendhahoua | 12 643     | 3,3 %                               |
| Zelfana           | 10 161     | 3,5 %                               |

## Les villes du Mzab
À l'origine, le Mzab était un ensemble de cinq ksours (Pentapole) à 600 km au sud d'Alger, édifiés au XIe siècle,:
- Ghardaïa : fondée au XIe siècle[39] sur la rive droite de l'oued M'zab et en amont des quatre autres centres de la Pentapole, cette ville devint rapidement la capitale commerciale du Mzab ;
- Beni Isguen, considérée comme une ville sainte du Mzab ;
- El Atteuf : la plus ancienne ville du M'zab, fondée en 1012, elle est située à l'extrémité aval de la Pentapole et détachée par rapport aux autres ksour ;
- Melika : l'ancienne ville sainte qui domine la vallée du Mzab ;
- Bounoura : à proximité de Ghardaïa.

Et de deux cités isolées plus récentes, plus au nord :
- Berriane : fondée en 1660 à 50 km au nord de Ghardaïa ;
- El Guerrara : fondée au XVIIe siècle, elle est la plus excentrique des villes du Mzab, à 100 km de Ghardaïa.

Les cités mozabites ont connu classement et reclassement au fil des siècles. Ainsi, El Atteuf, la fondatrice ne tire pas une légitimité de son antécédent et Ghardaïa, en raison de son activité commerciale, devient la cité « opulente » de la pentapole. Beni Isguen, acquit le statut de la cité « savante », la gardienne du « dogme » ibadite, alors que Melika, qui s'allie aux Chaamba, se taille la réputation de « querelleuse » et perd son statut religieux. Bounoura, demeure modeste, victime de tensions entre fractions et El Guerrara, la ville plus excentrée devient la « cité de la dissidence ».
L'urbanisation dans la région s'est établie par la reproduction du modèle du ksar avec la palmeraie. Aujourd'hui, les extensions de la ville de Ghardaïa ont fini par rejoindre celles des autres cités de la Pentapole, l'urbanisation s'est étendue sur l'ensemble de la vallée au détriment des palmeraies, la Pentapole constitue désormais une vaste conurbation allongée sur 8 km. À partir de 1984, certains ksours se fondent à présent dans des communes. Ainsi les ksours de Beni Isguen et Bounoura font à présent partie de la commune de Bounoura, tandis que les ksours de Ghardaïa et de Melika font partie de la commune de Ghardaïa. À partir des années 1990, de nouvelles localités voient le jour afin de répondre à la crise du logement. C'est le cas notamment de Tafilelt, Tinemmirine, Tawenza et Tinaâm rattachées à Bounoura, qui ont été construites selon les principes de l'architecture ksourienne, et adaptées à la proximité du désert,.

Ghardaïa avec le lit sec du Oued Mzab sur la droite.
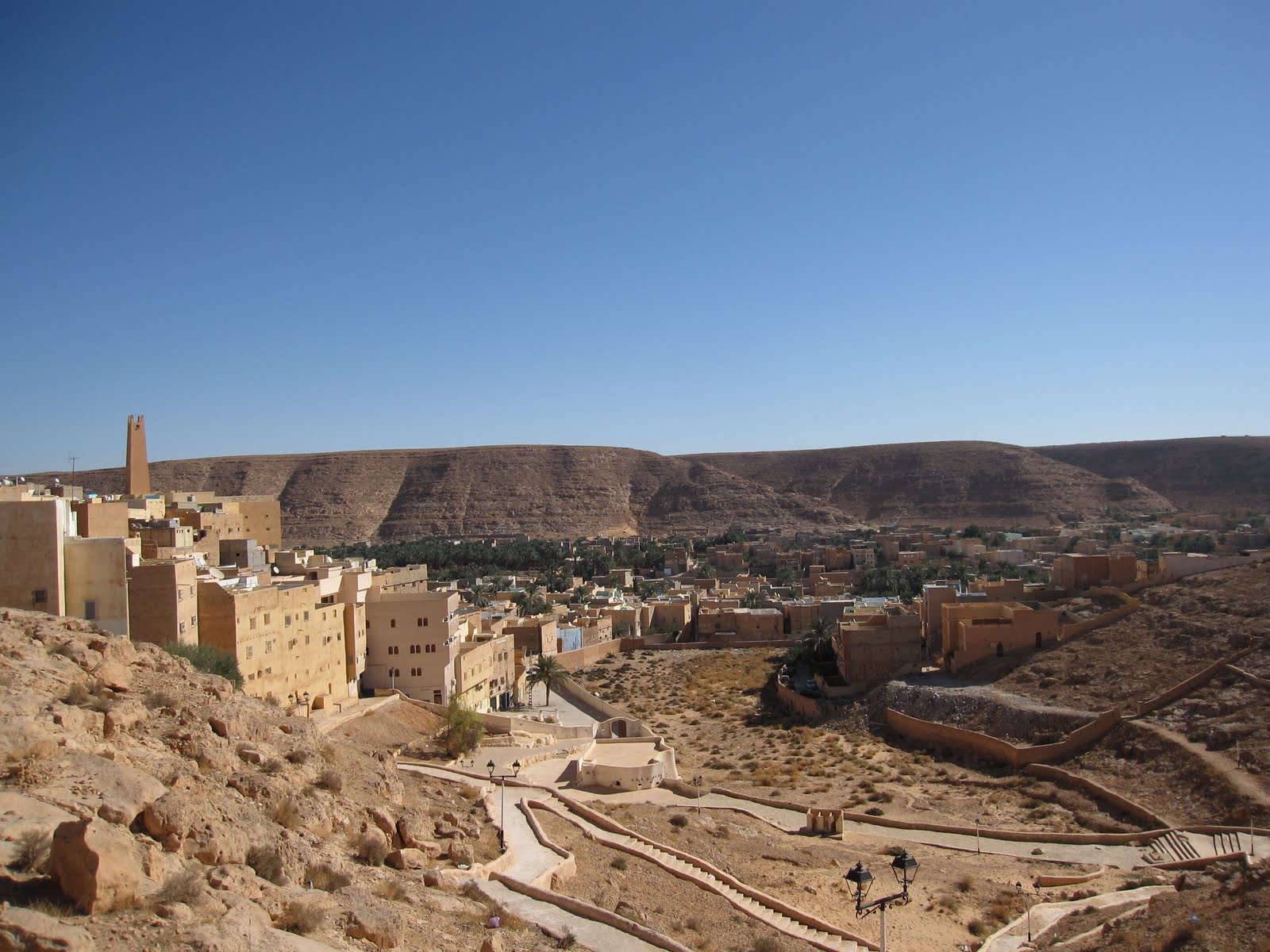
Ksar de El Atteuf.
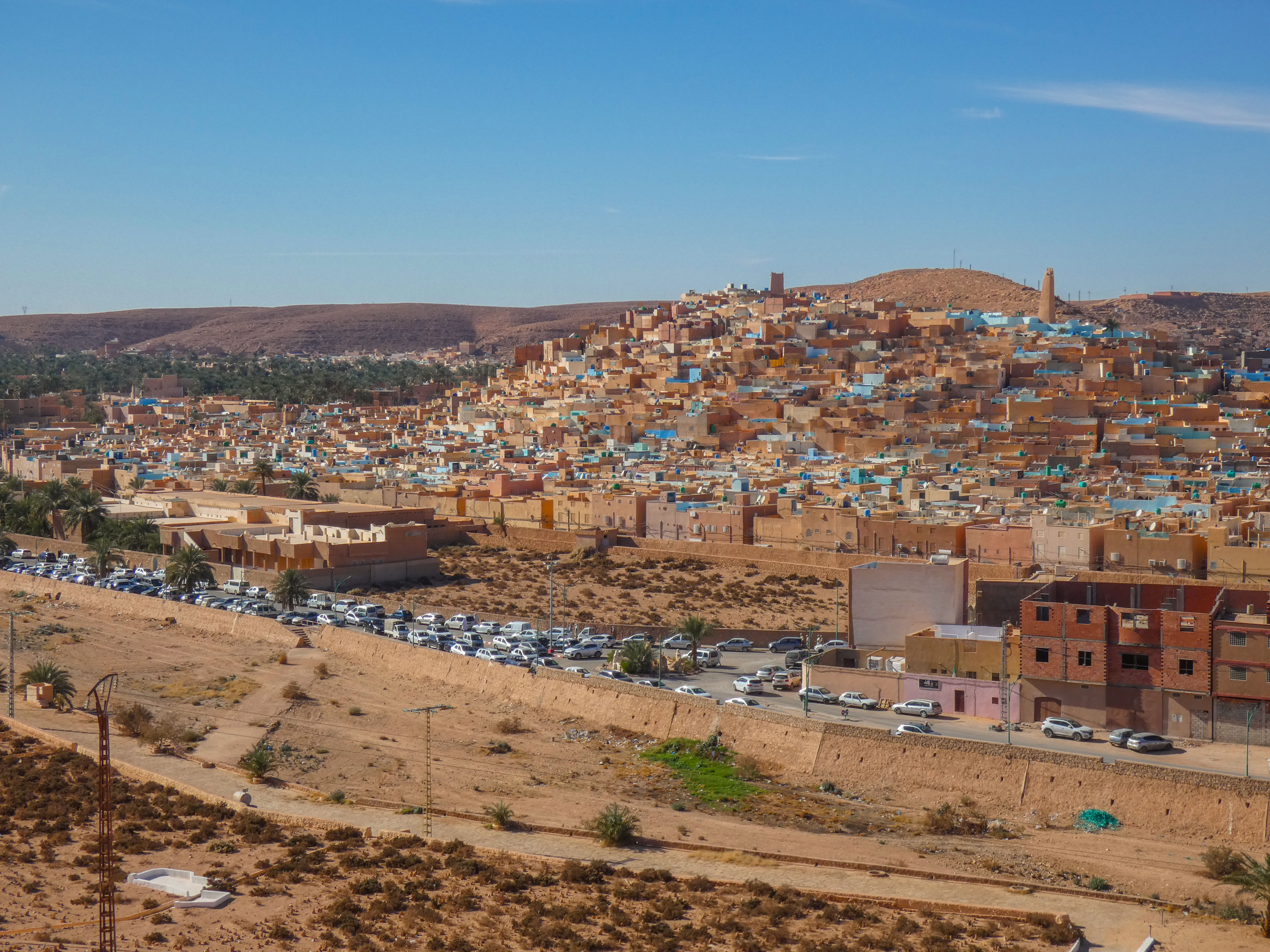
Ksar de Beni Isguen.
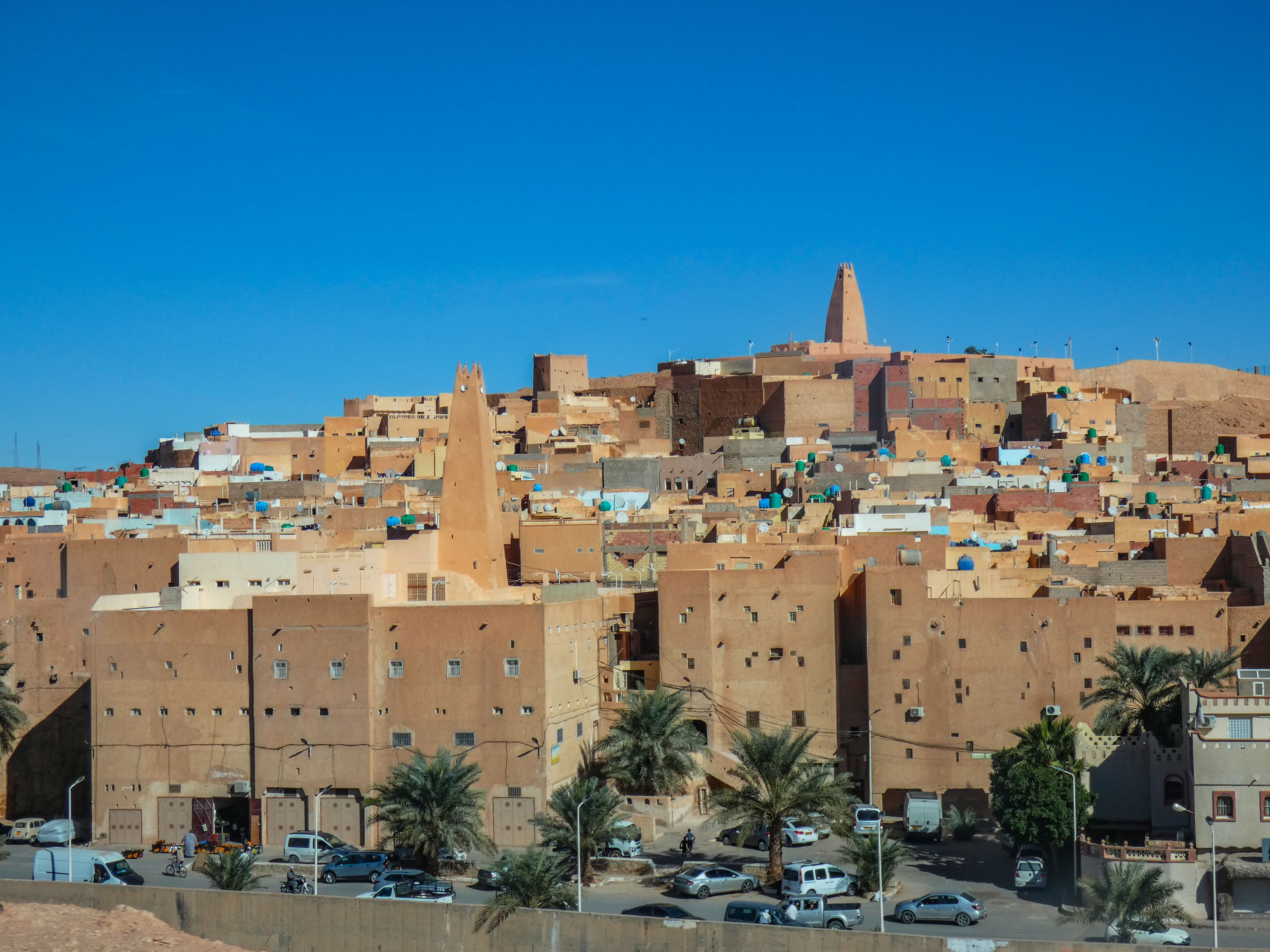
Ksar de Bounoura.
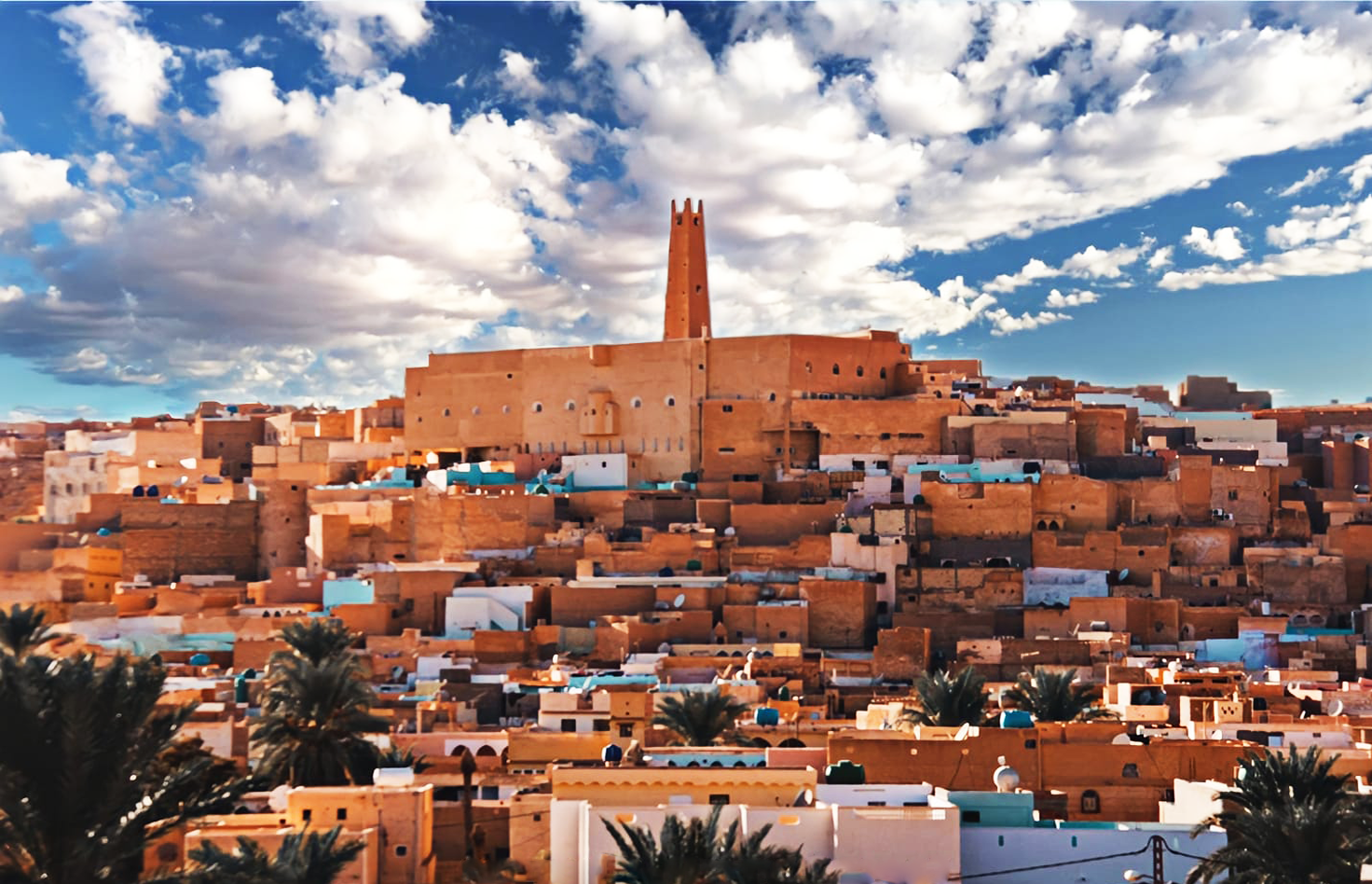
Ksar de Melika.
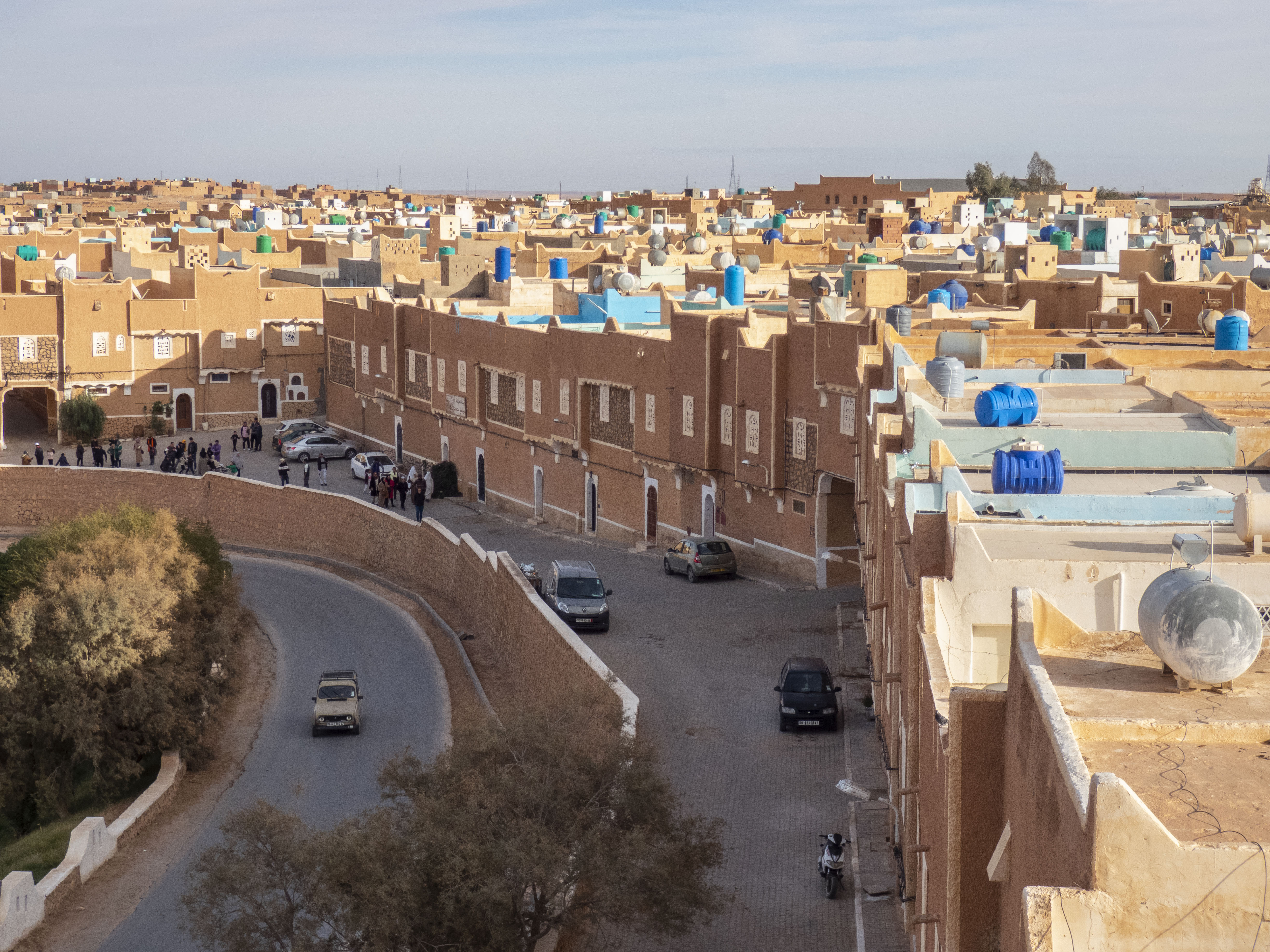
Tafilelt.

## Langues

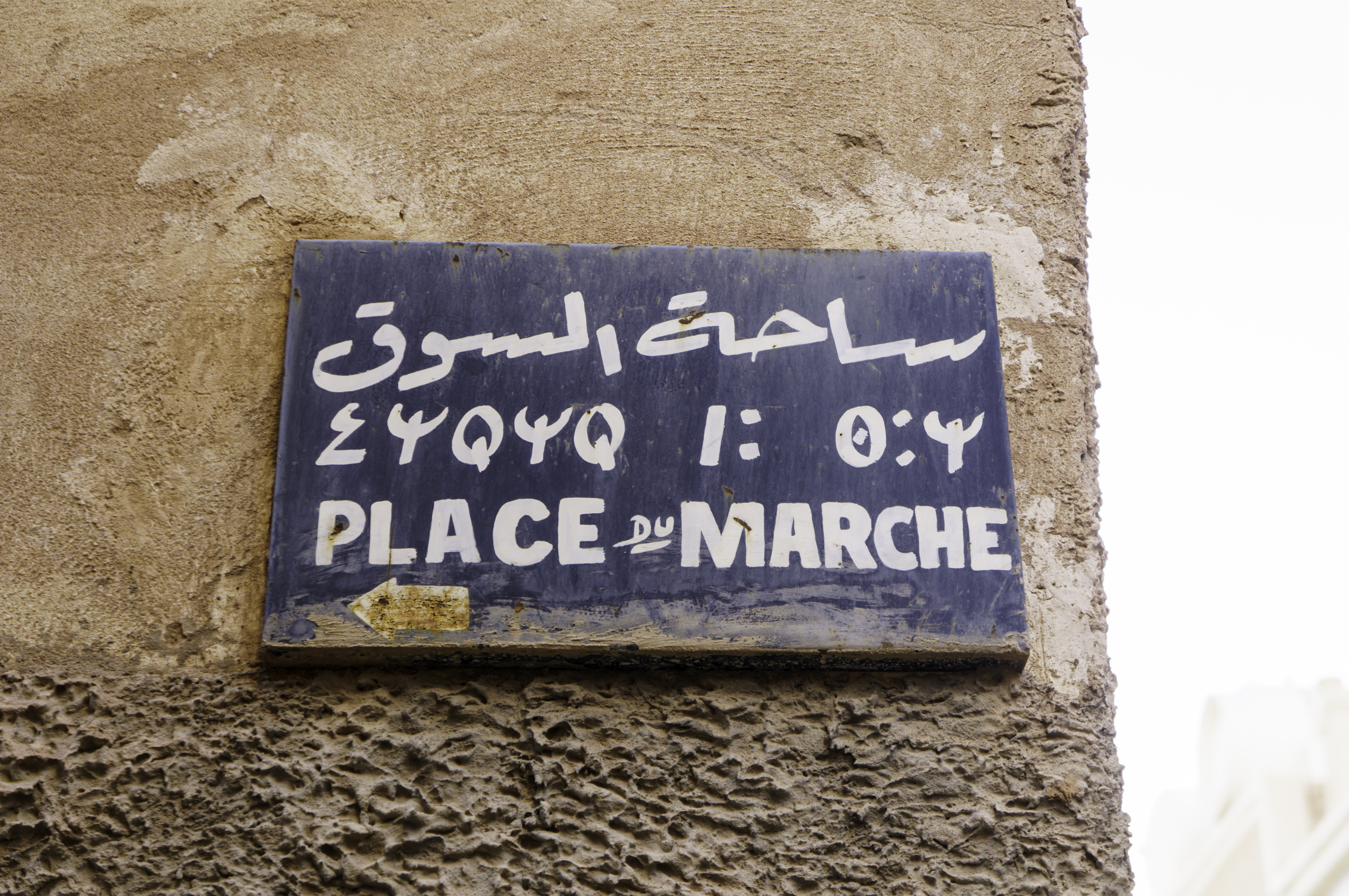
Plaque trilingue à Beni Isguen.

La population mozabite de souche berbère pratique encore sa langue vernaculaire, le mozabite, pratiquée par environ 200 000 locuteurs, qui se rattache aux langues berbères (tamazight).
L'ensemble de ces populations parle l'arabe, langue du commerce, des affaires et des actes civils.
Le français, introduit lors de la colonisation, est conservé dans les programmes scolaires et universitaires.

## Société

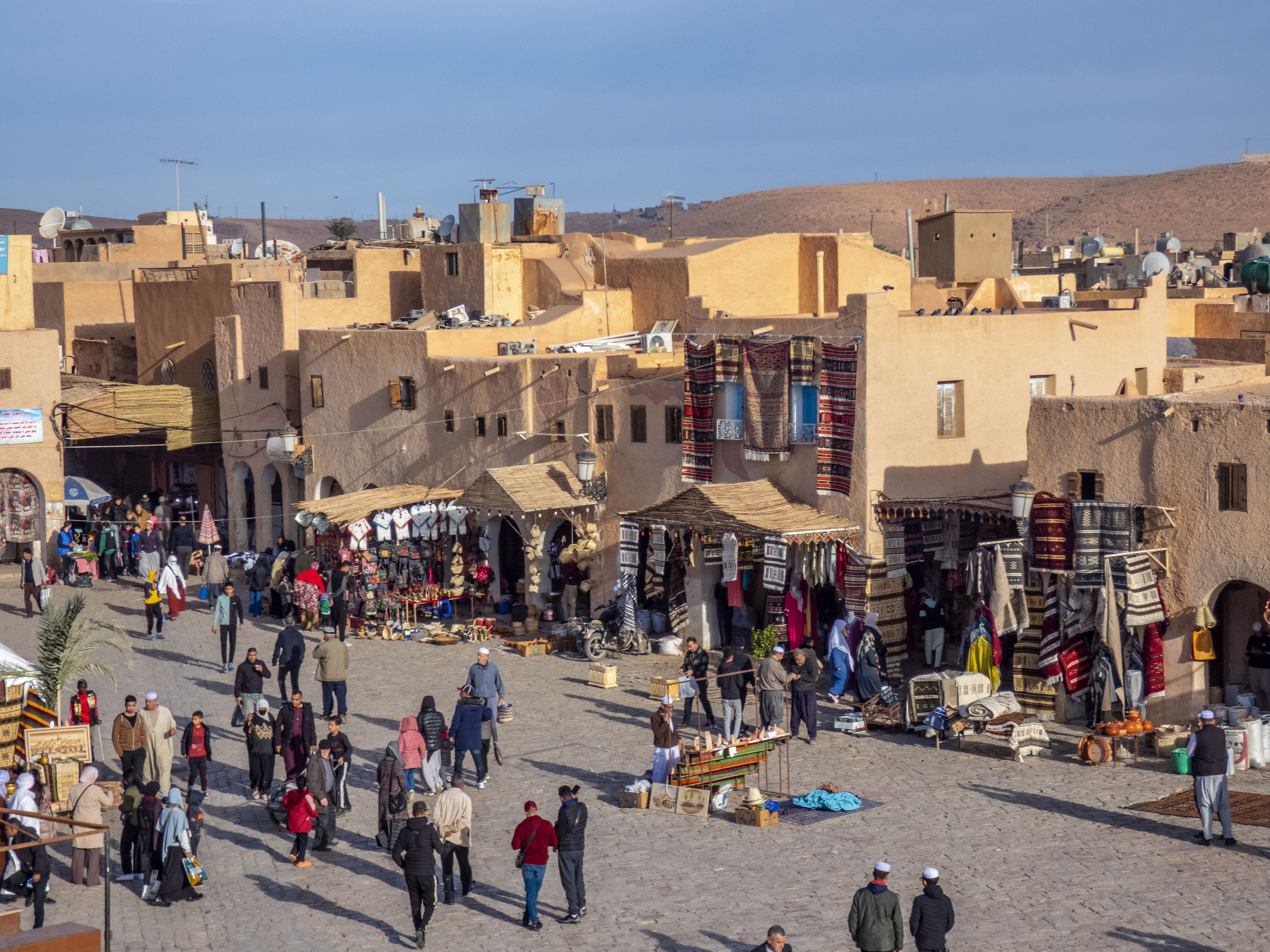
Place du marché de Ghardaïa.

Le Mzab se distingue sous l'aspect religieux par le rite ibadite, branche rigoriste de l'islam. La société mozabite se caractérise par des particularités sociologiques, religieuses, économiques, culturelles et linguistiques. Les mozabites sont également berbérophones. Malgré leur situation de minorité à la fois religieuse et linguistique, les Mozabites participent pleinement à la vie politique algérienne et occupent des postes les plus influents dans l'administration algérienne.
Toutefois, la région est aujourd'hui composite, en effet, des populations arabes malékites se sont installées à différentes époques. Ainsi, Berriane est une cité mixte, les Ouled Naïl se sont installés au nord de Ghardaïa, les Chaamba à Metlili, et les Medhabih à Ghardaïa. Récemment, d'autres populations malékites venues de l'extérieur se sont fixées et les nomades se sont sédentarisés. Cette double composition ethnico-religieuse se traduit par une segmentation spatiale de la vallée, les populations Mozabites formant toujours la plus grande partie du peuplement des ksour dit "Igherman", bien qu'à Ghardaïa aient toujours été associées ces deux populations.
La nature isolée des ibadites et de la région ont préservé l'ibadisme qui continue de rythmer la vie sociale. La doctrine mozabite exige une solidarité sans faille et une réglementation très développée, pour les Mozabites, tout ne relève que de Dieu, du partage de l'eau au code moral.
Les ibadites ont confié dès les origines à des assemblées religieuses, la halqa des azzabas ou I’azzaben, le soin d'édicter des règles absolues, tant civiles que religieuses. Les cités se composent de plusieurs fractions ; chacune possède un comité social, un comité coordinateur de la ville et un comité religieux qui statue en matière d'affaires religieuses, sociales et culturelles. Le comité prend des décisions sur des aspects socioculturels comme les dots, les célébrations et les tenues vestimentaires. Un comité coordinateur, unité représentative des sept cités, s'occupe des relations des Mozabites avec les autres communautés.
Durant la période coloniale, Ghardaïa est la seule cité de la vallée qui admettait européens, juifs, musulmans et autres éléments étrangers. Les Juifs y possédaient une synagogue. Cette communauté a pratiquement disparu depuis l'indépendance du pays.

## Économie

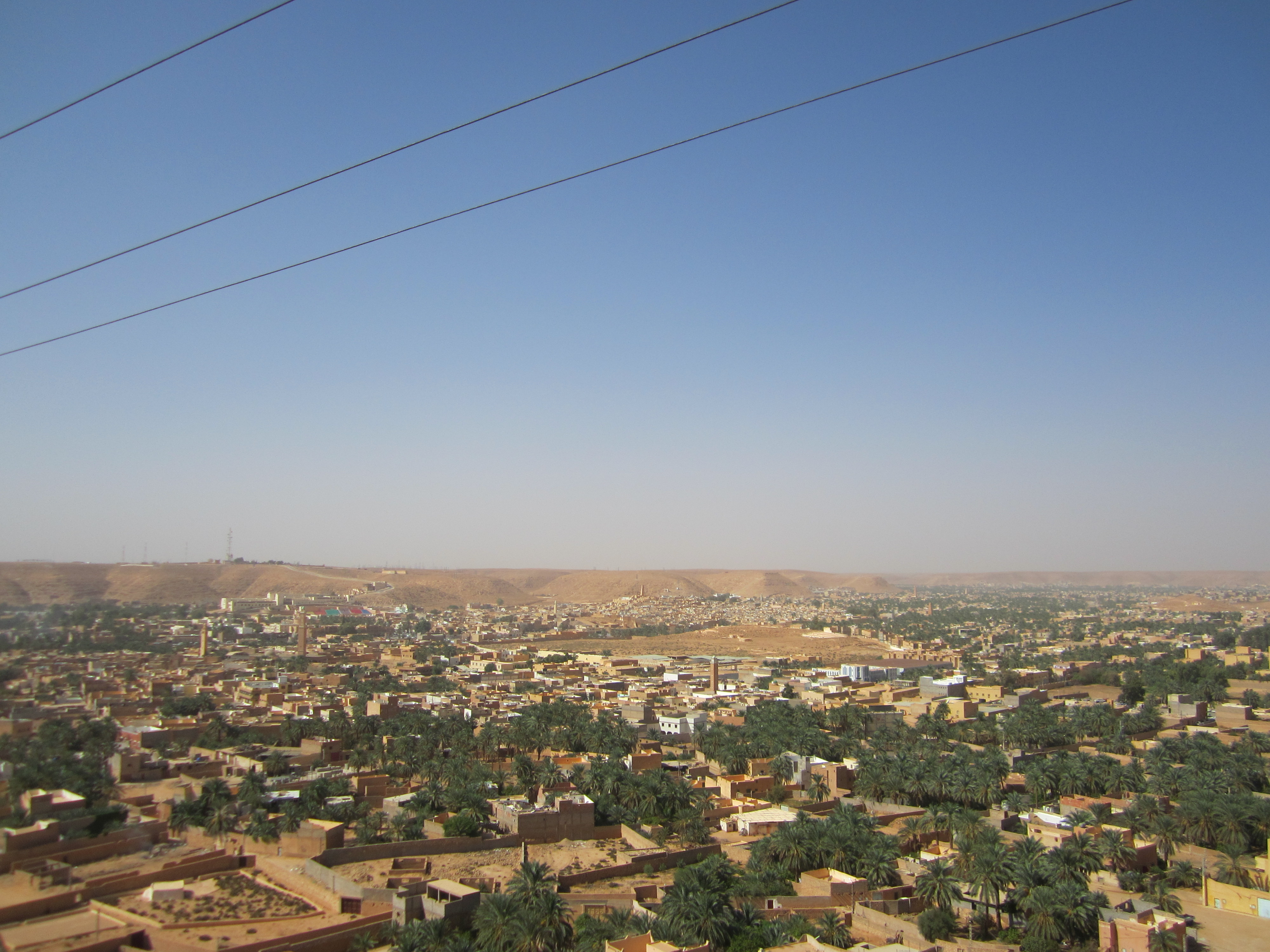
Palmeraies de la vallée.

Chaque localité du Mzab  s'est spécialisée dans un commerce, l'industrie à Ghardaïa, le textile à Beni Isguen ou la quincaillerie à El Atteuf.
Deux zones industrielles ont été implémentées à El Guerrara et de Bounoura sont respectivement créées en 1969 et 1970. Mais c'est Ghardaïa qui offre la palette la plus large d'industries, dont l'essor a démarré au début des années 1980.
La région  présente notamment une forte concentration de l'industrie textile et qui constitue une de ces spécialités, la production est très diversifiée et s'articule autour des activités de tissage, de confection, de tricotage, de filature de laine, mais également de broderie, et d'impression sur tissu.
C'est également une région à vocation agricole qui compte environ 800 000 palmiers.

## Patrimoine
La région abrite cinq ksours, localisés sur un affleurement rocheux le long de l'oued Mzab et connus comme la Pentapole. Ce sont Ghardaïa, la principale cité, Beni Isguen, Melika, Bounoura et El Atteuf. En y ajoutant les plus récentes cités de Berriane et El Guerrara.
La combinaison d'un fonctionnement puritain de la foi ibadite avec la façon de vivre des oasis a conduit à une organisation stricte du territoire. Chaque citadelle était une sorte de forteresse-mosquée, dont le minaret servait de tour de garde. Des maisons de taille et de type standards ont été construites en cercles concentriques autour de la mosquée. L'architecture des colonies mozabites a été dédiée à une égale vie communautaire, avec le respect de l'intimité familiale. Les constructions du Mzab sont de style berbère et a été répliqué dans d'autres parties du Sahara.
En été, les mozabites migraient dans des « citadelles d'été », centrées autour d'oasis de palmiers. C'est l'un des groupes majeurs d'oasis du désert saharien, bordé par des contrées arides nommées chebka, traversées par des lits de rivières asséchées.
La vallée du Mzab fait partie du patrimoine mondial depuis 1982, comme un exemple intact d'habitat humain traditionnel parfaitement adapté à l'environnement :

« Le paysage de la vallée du M'Zab, créé au Xe siècle par les ibadites autour de leurs cinq ksour, ou villages fortifiés, semble être resté intact. Simple, fonctionnelle et parfaitement adaptée à l'environnement, l'architecture du M'Zab a été conçue pour la vie en communauté, tout en respectant les structures familiales. C'est une source d'inspiration pour les urbanistes d'aujourd'hui. »

— Unesco
Parmi les secteurs sauvegardés :
Ghardaïa : vieux ksar ; vieille mosquée ; place du marché actuelle; ancienne place du marché ; mosquée souterraine ; partage des eaux ; système d'irrigation.
Beni-Isguen : vieux ksar ; tour Boulila ; marché de la vente à la criée.
Melika : vieux ksar ; cimetière de Cheikh Sidi Aïssa.
El Atteuf : vieux ksar ; mausolée Cheikh Ammi Brahim ; place du marché.
Bounoura : vieux ksar ; mosquée du vieux ksar ; le front.
En dehors de la pentapole, les ksars d'El Guerrara et de Berriane sont classés patrimoine national, le périmètre de classement englobe également les oasis environnantes.

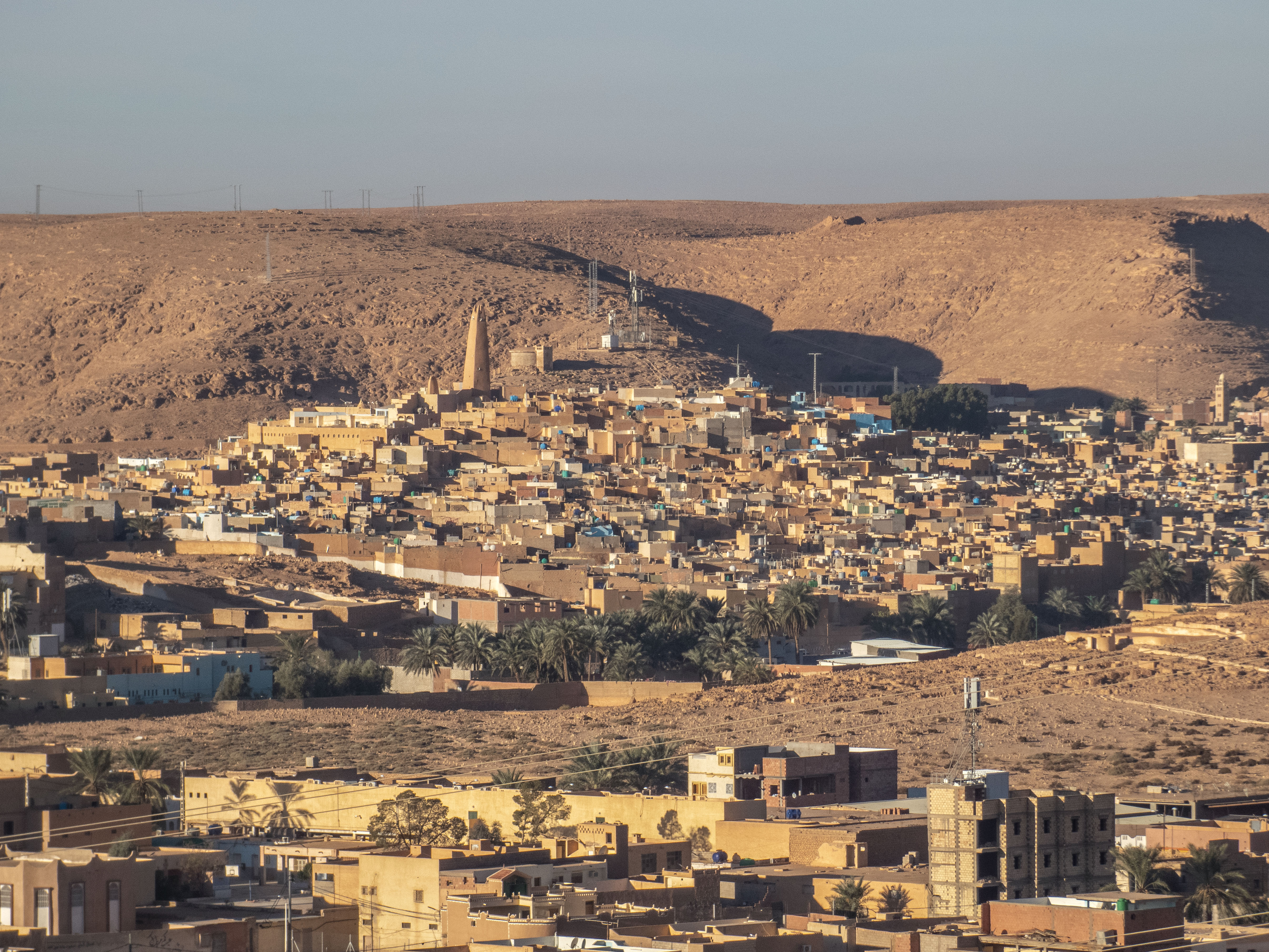
Ksar de Ghardaïa.
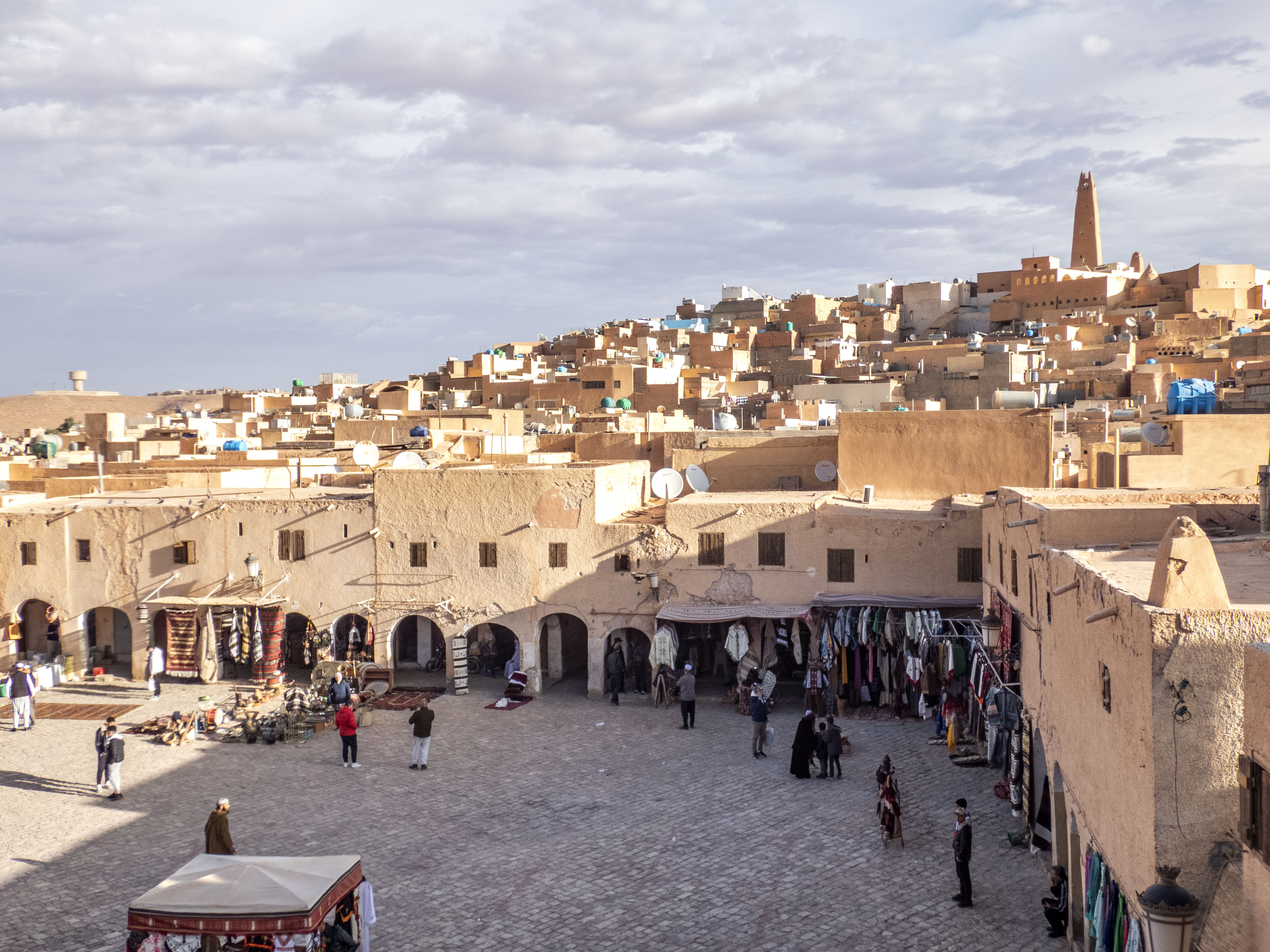
Ksar de Ghardaïa et place du marché.
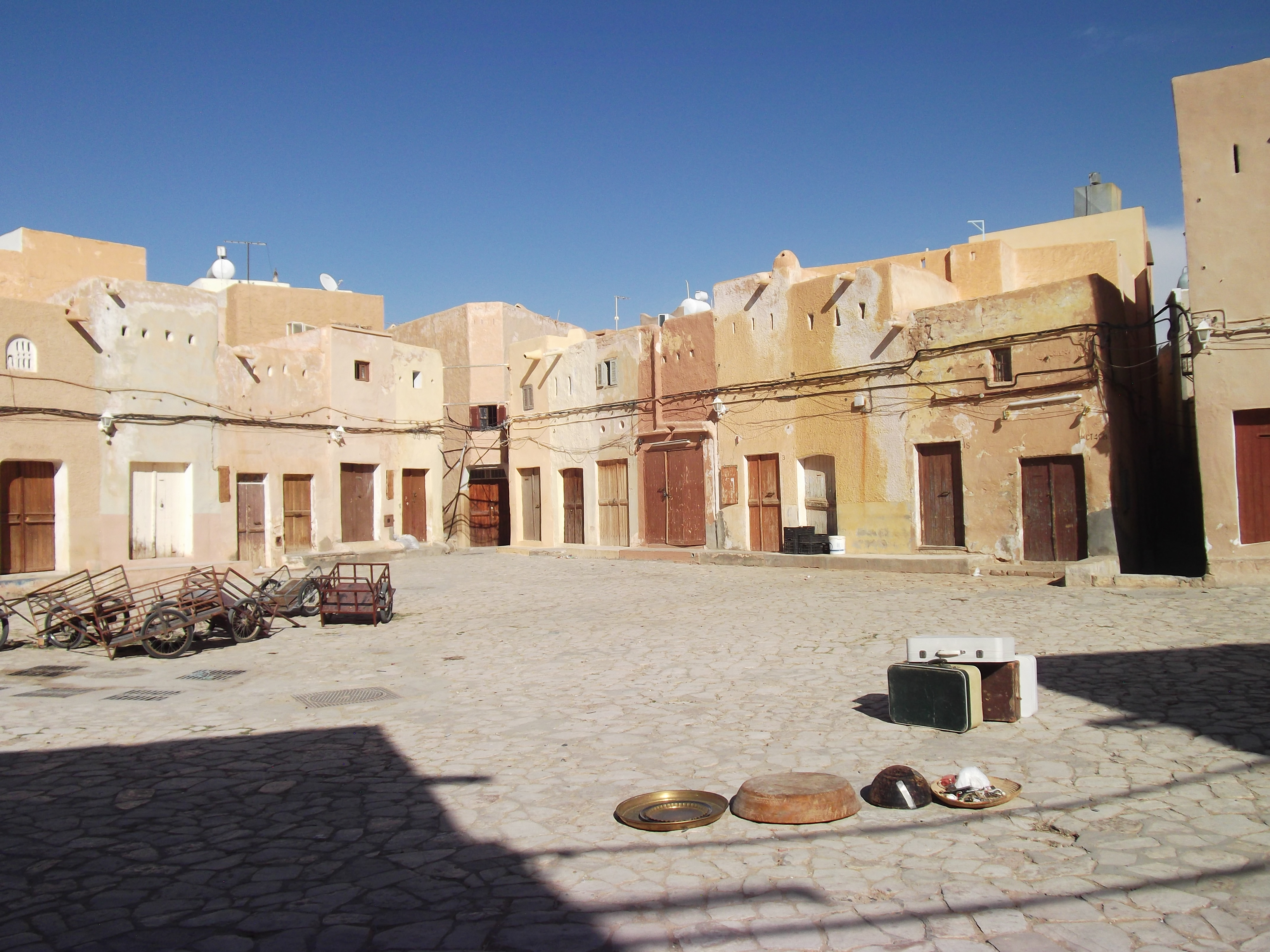
Place du marché du ksar de Beni Isguen.
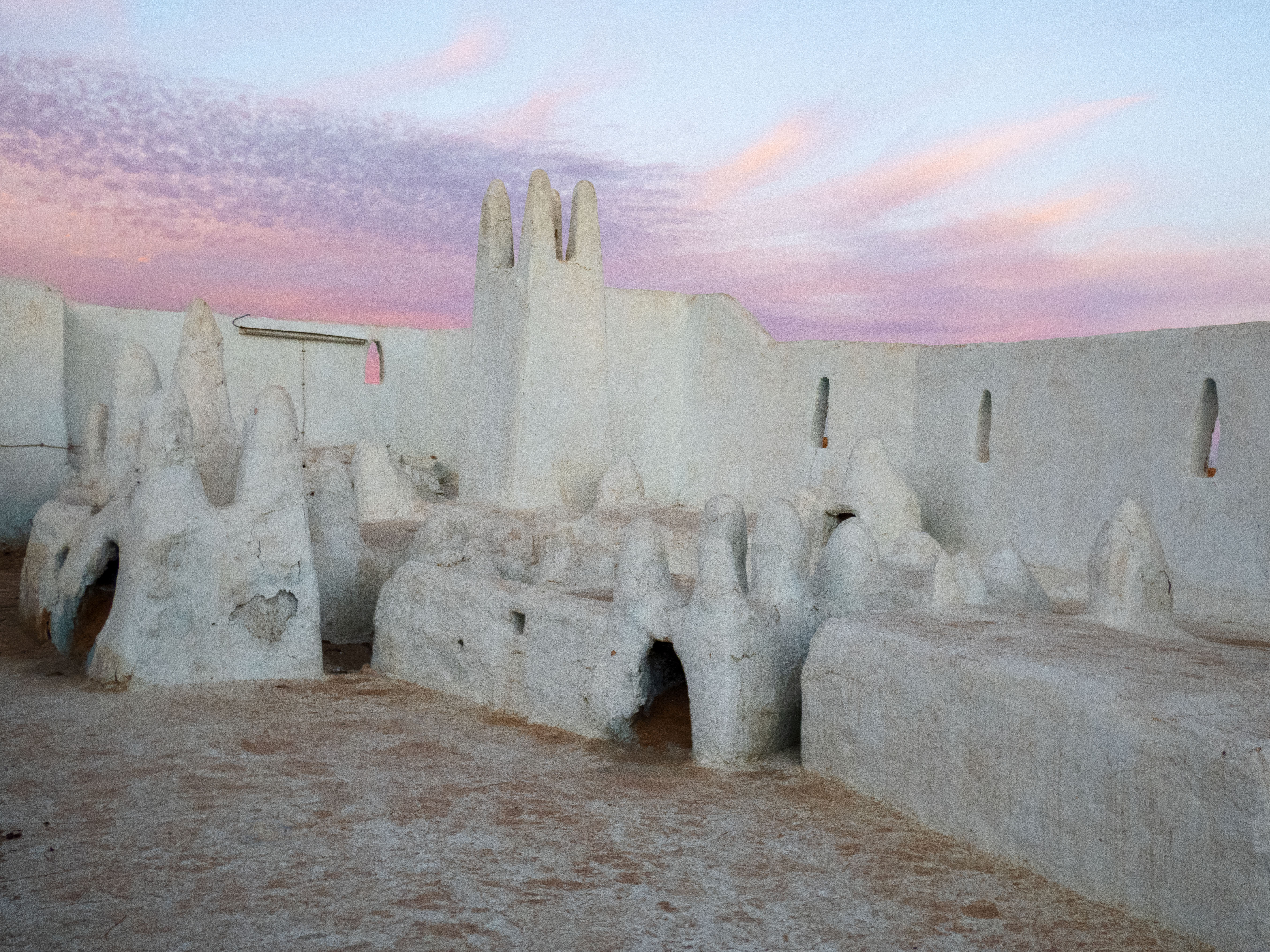
Mausolée de Cheikh Sidi Aissa, Melika.
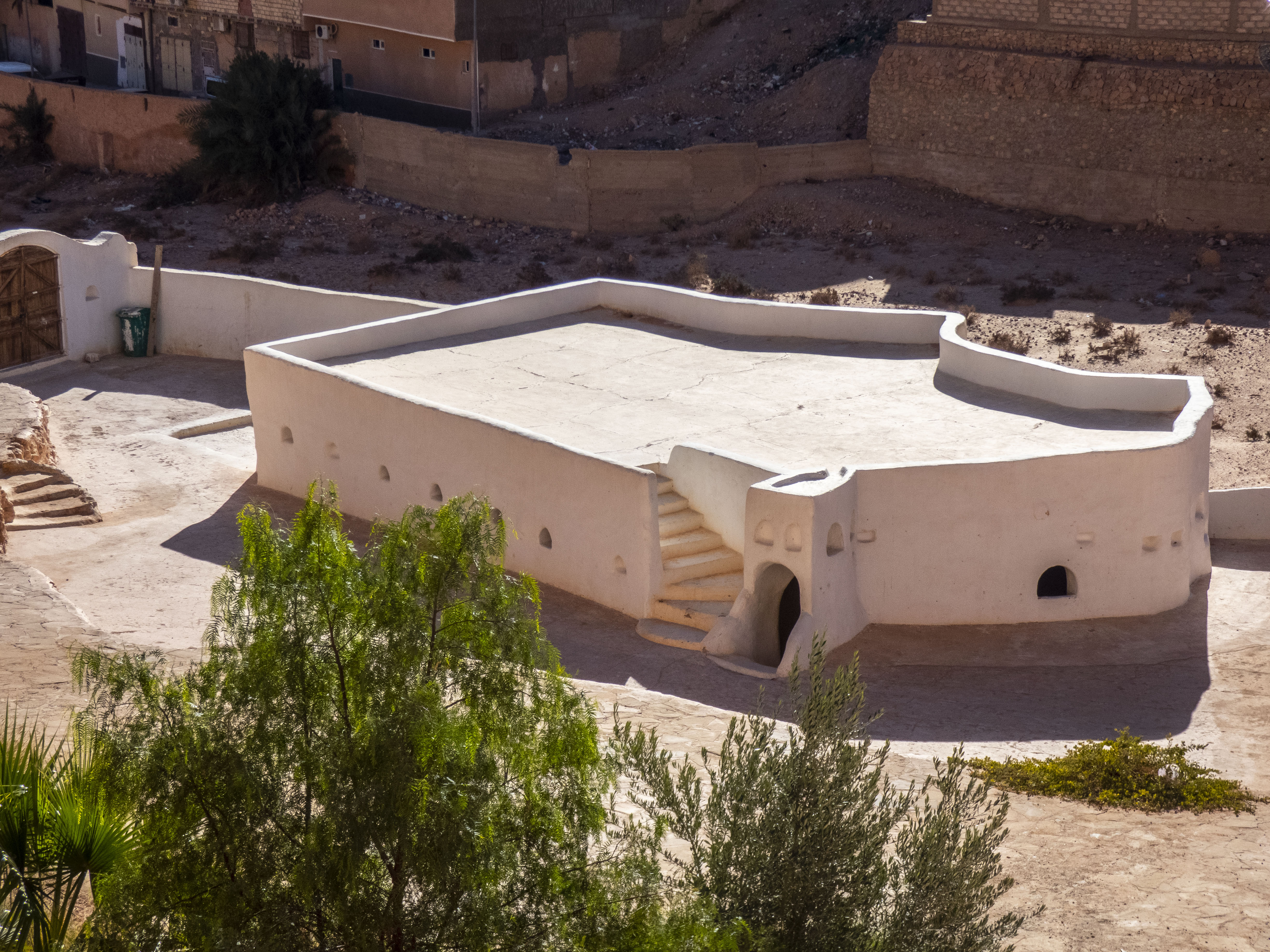
Mausolée de Cheikh Sidi Brahim, El Atteuf.
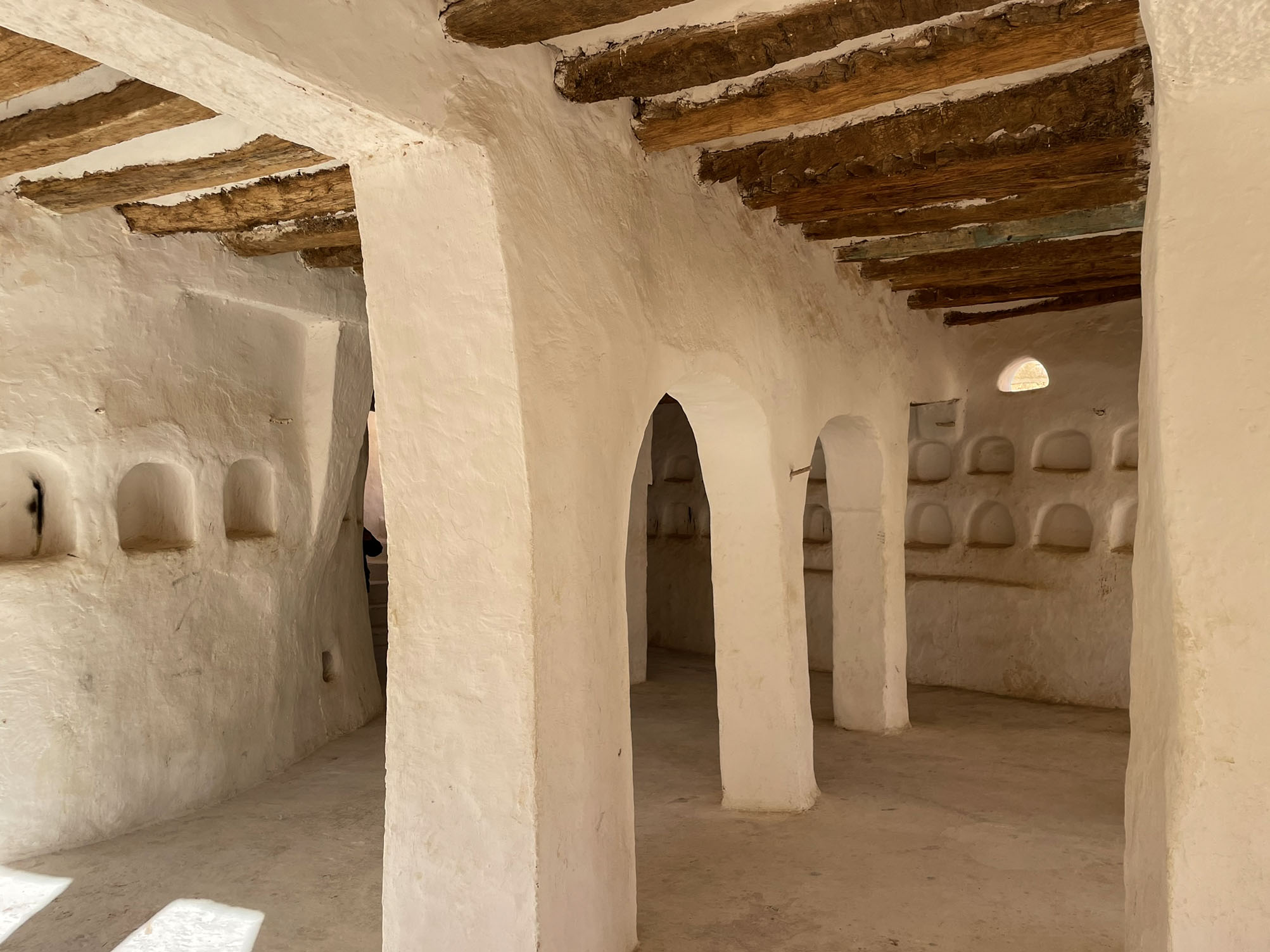
Intérieur mausolée de Cheikh Sidi Brahim, El Atteuf.
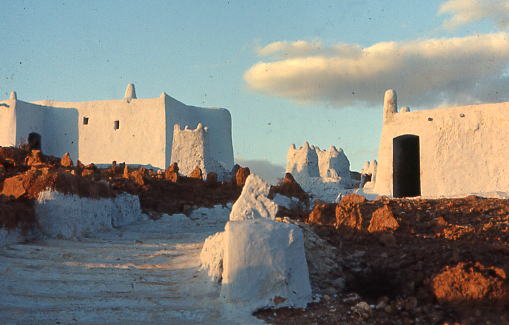
Mosquée de Cheikh Baba-Oueldjemma, Ghardaïa.
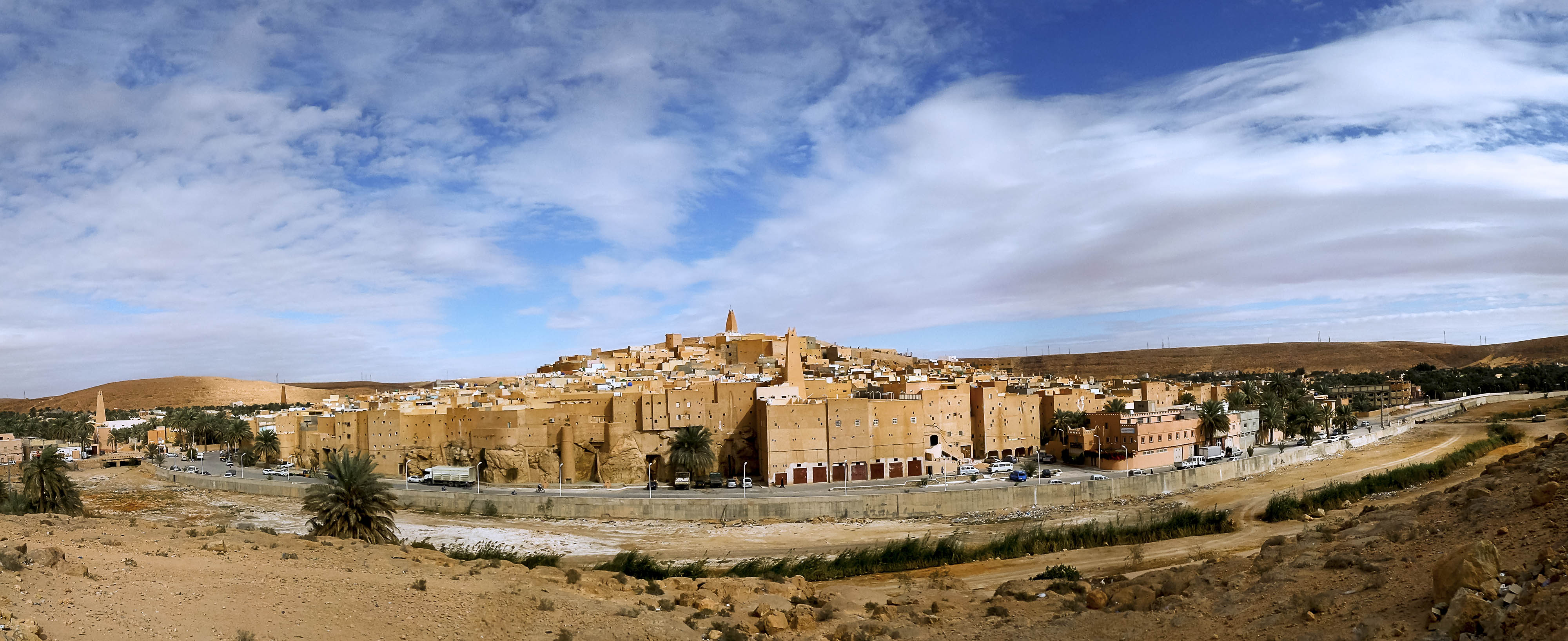
Ksar de Bounoura.
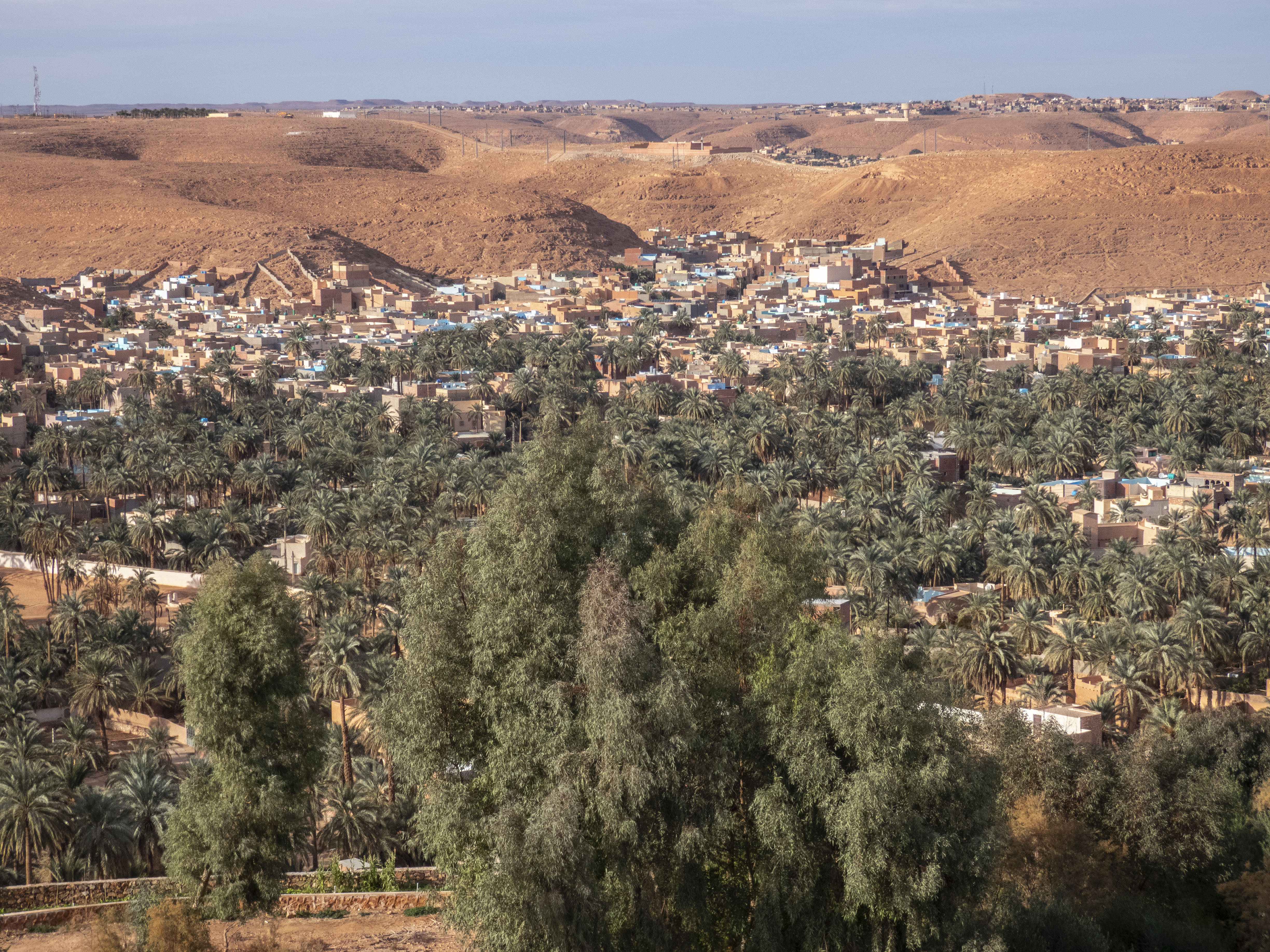
Palmeraie de Beni Isguen.
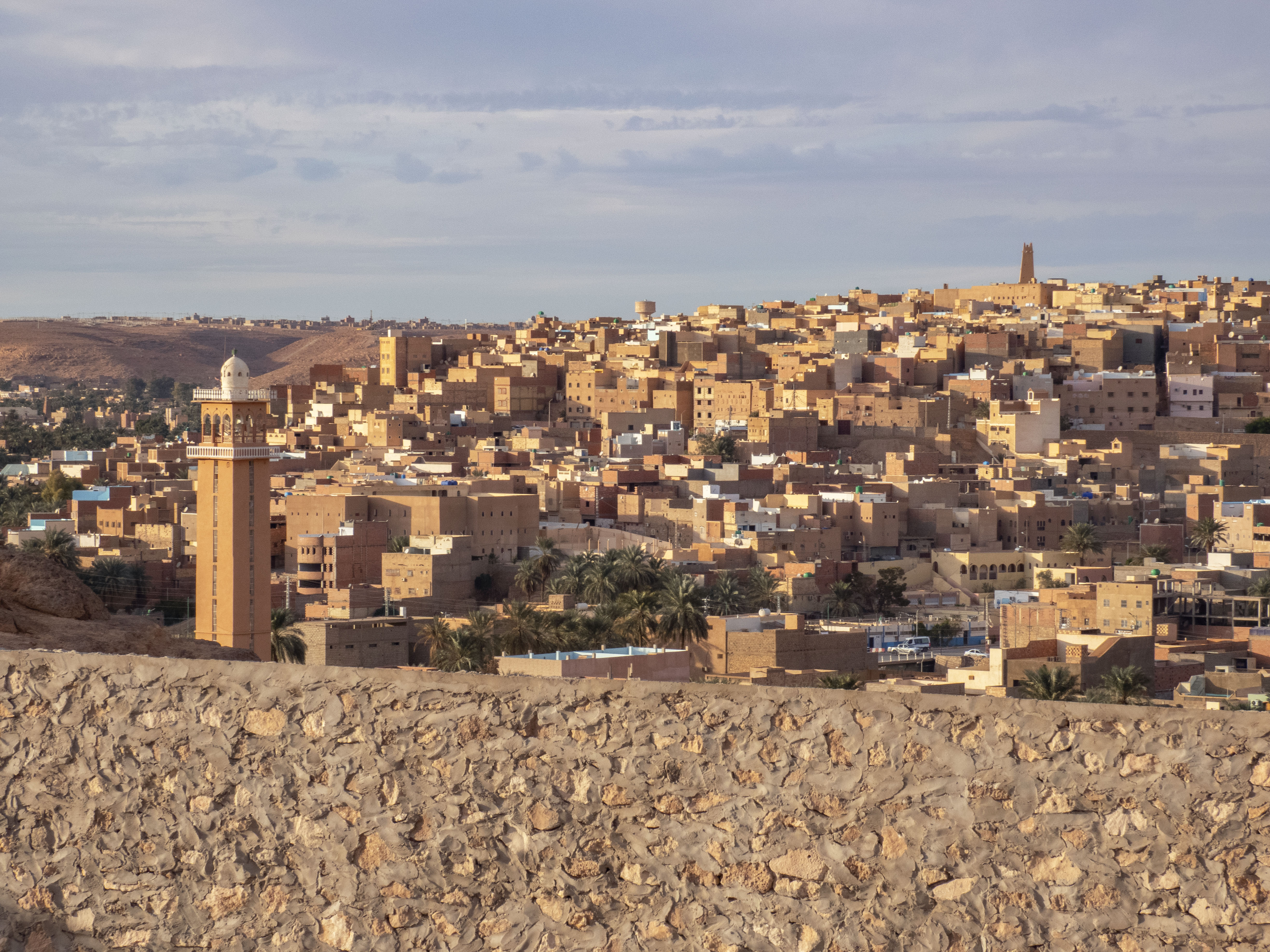
Basse-ville de Ghardaïa et ksar de Melika en arrière-plan.
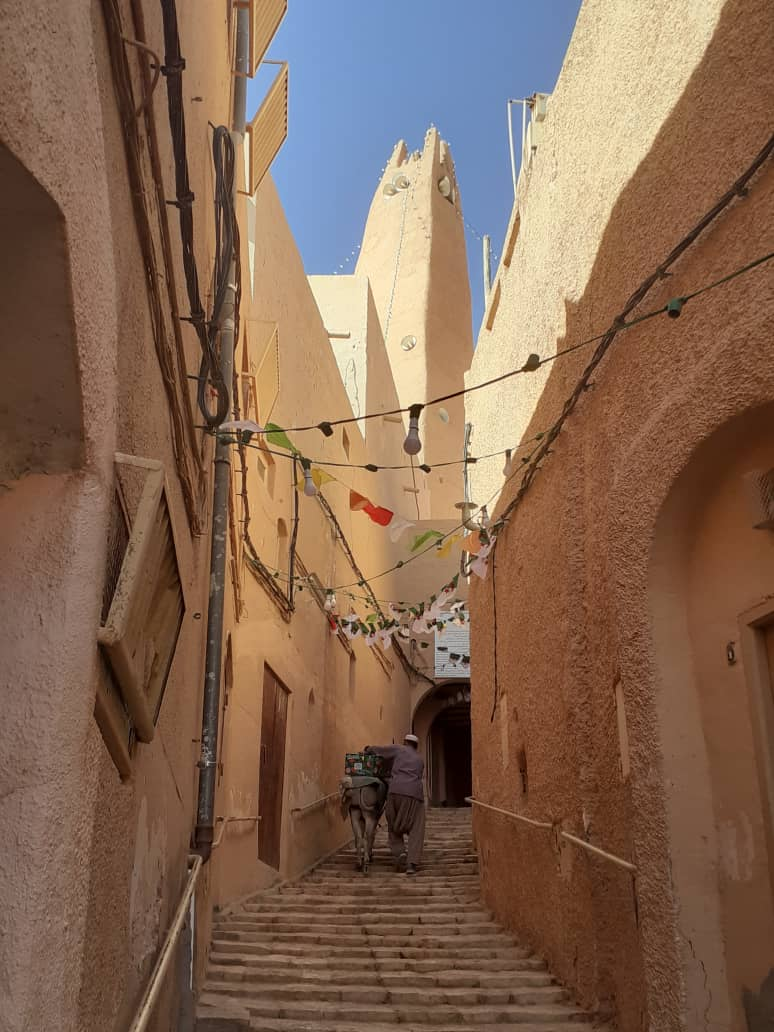
Ksar de Ghardaïa et minaret de la grande mosquée.
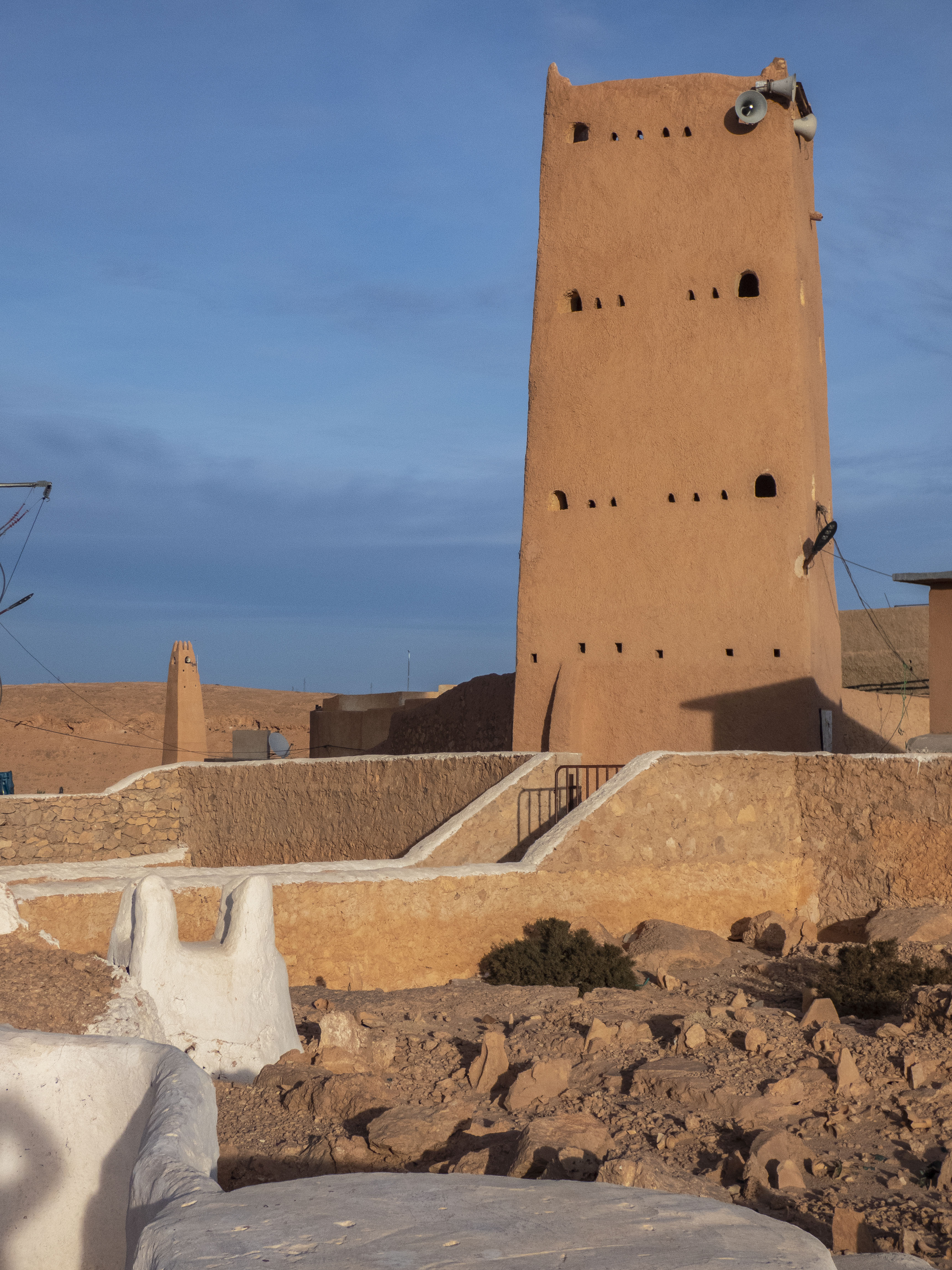
Tour de Boulila, ksar de Beni Isguen.
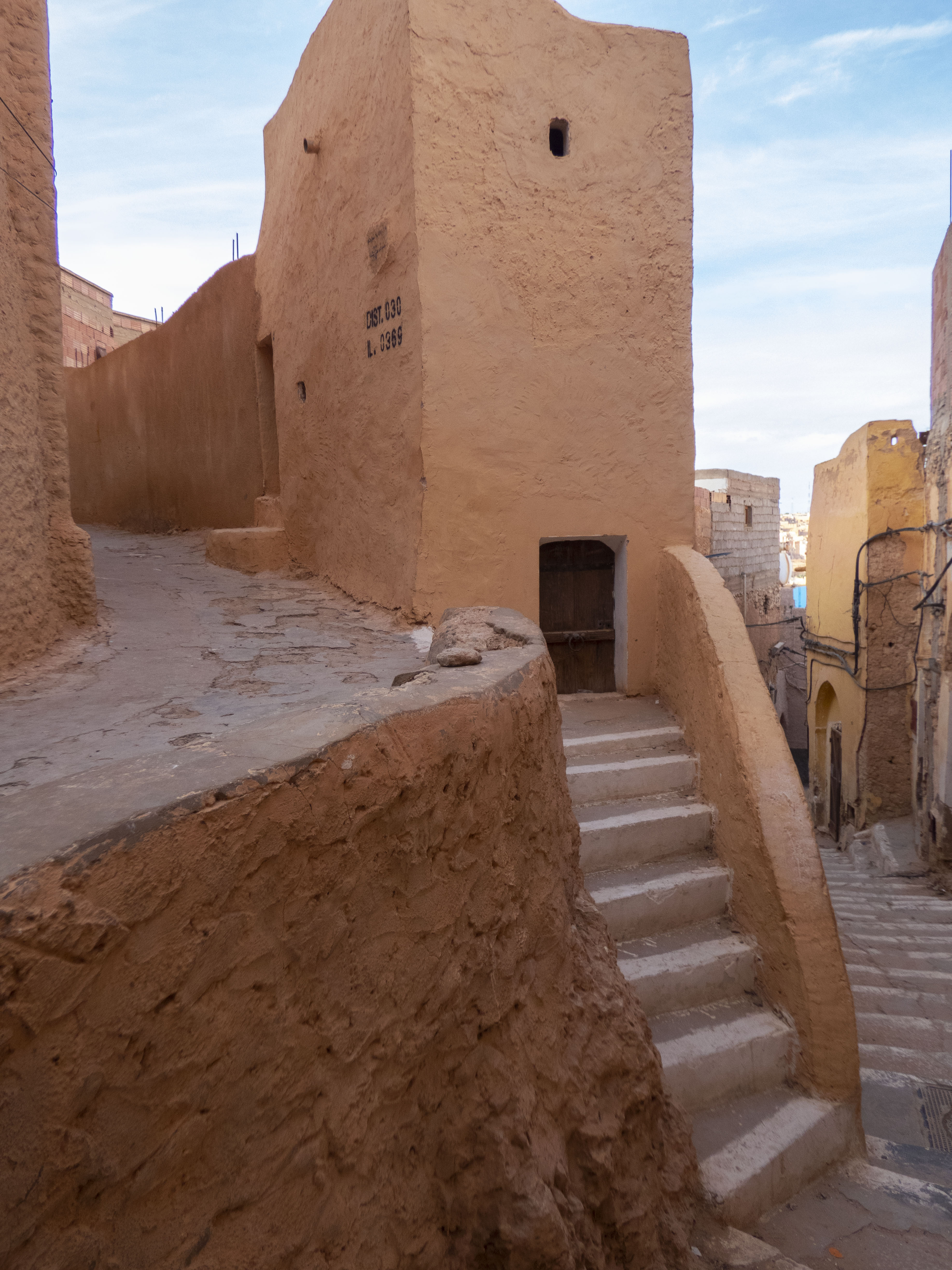
Rue du ksar de Beni Isguen.
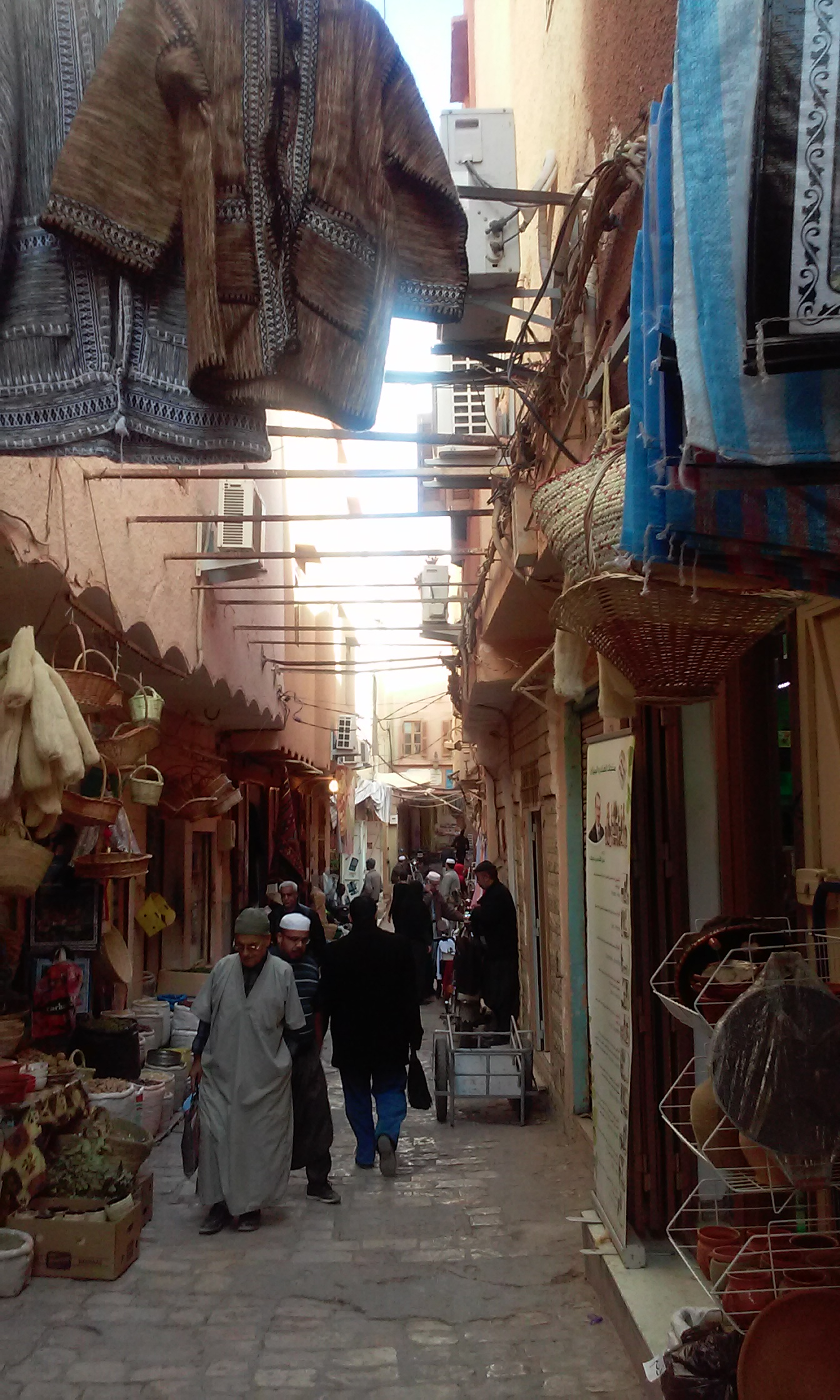
Ruelle du souk de Ghardaïa.
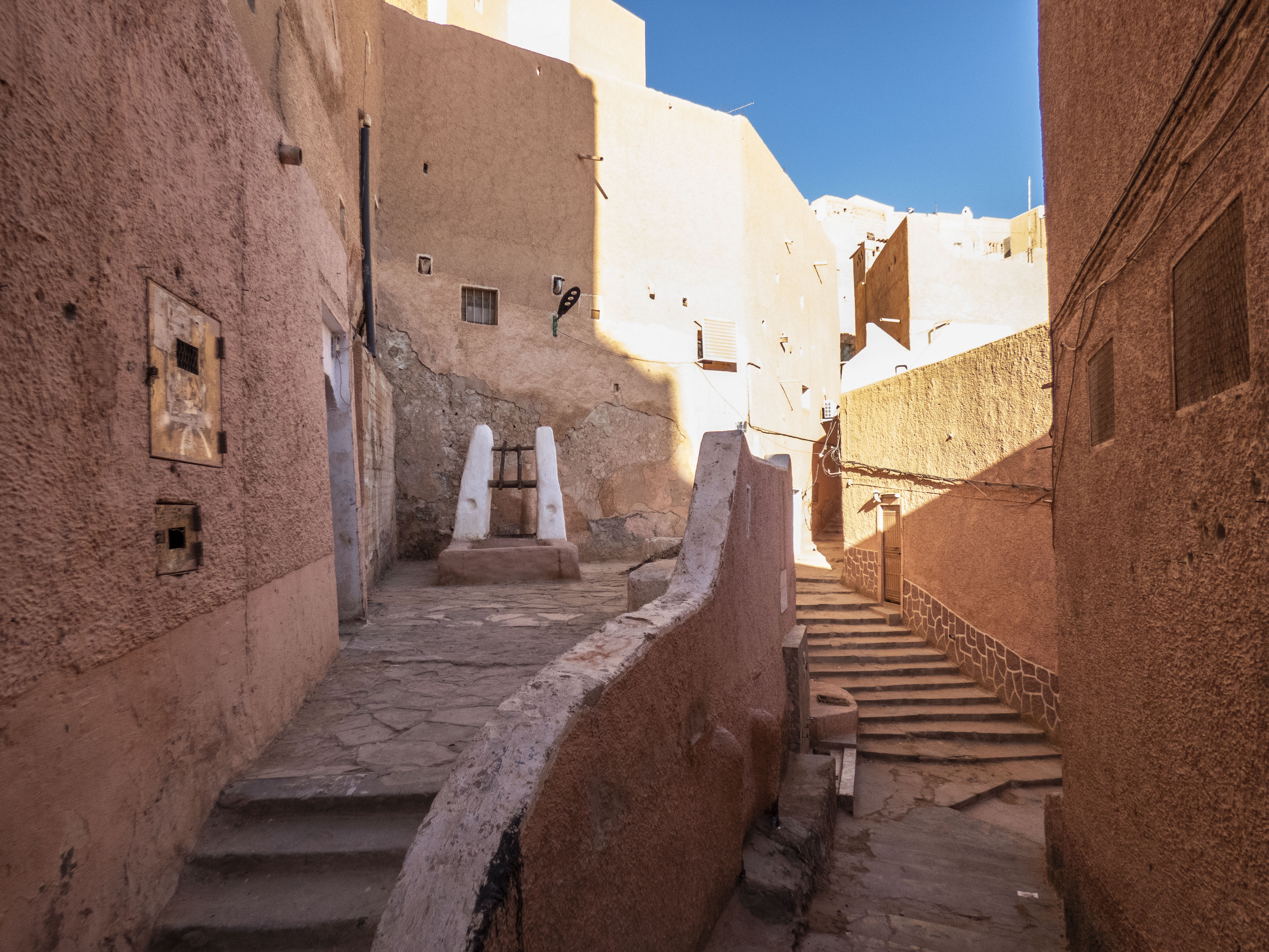
Rue du ksar de El Atteuf.